# 阿喀琉斯宫

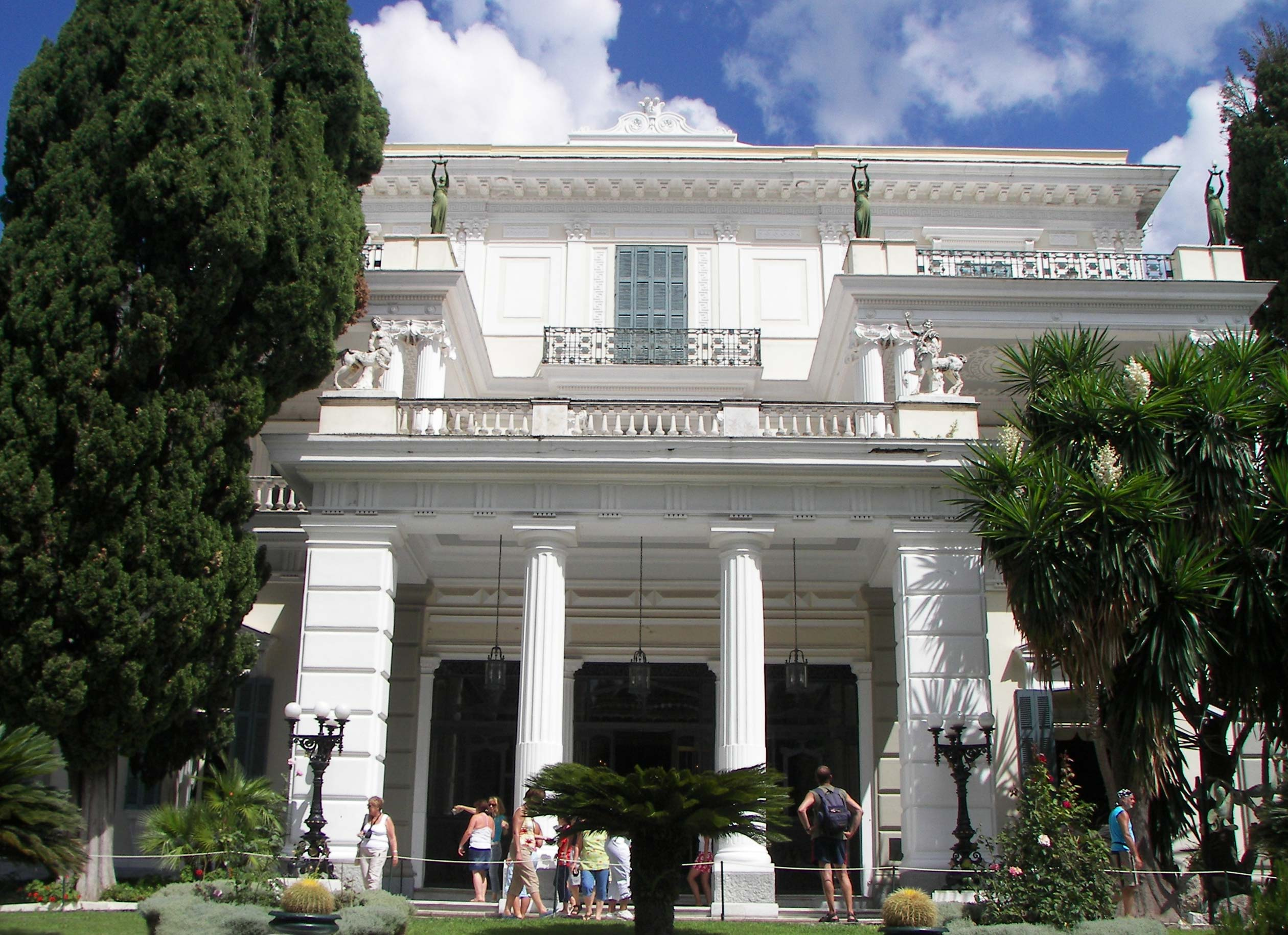
阿基里斯

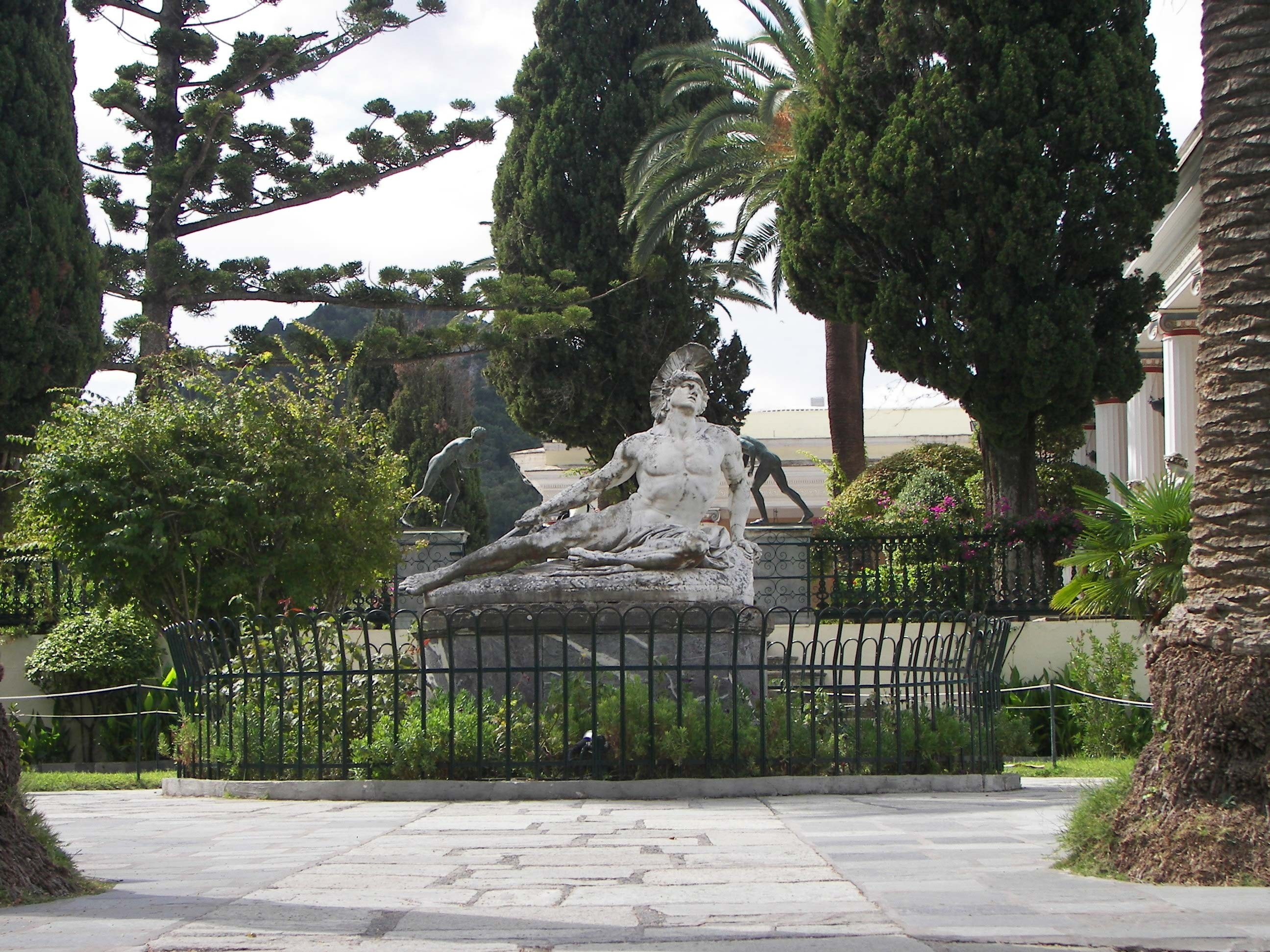
垂死的阿基里斯，寻求天上众神及母亲忒提斯的帮助

阿基里斯宫（希臘語：Αχίλλειο）位于希腊西北部的克基拉岛，是奥地利皇后茜茜根据奥地利领事亚历山大·冯·Watzberg的建议兴建的一座夏宫。这座夏宫以希腊神话英雄阿基里斯为中心主题。

## 历史
1889年，茜茜唯一的儿子魯道夫太子自杀身亡。一年后的1890年，她在克基拉市以南10公里建造了一座夏宫。茜茜沉浸在希腊文化中，她的希腊语比同时代的希腊王后更好。
阿喀琉斯宫是由意大利建筑师Raffaele Caritto设计。花园的中心是德国雕塑家恩斯特·古斯塔夫·赫脱创作的《垂死的阿喀琉斯》，灵感来自希腊神话。

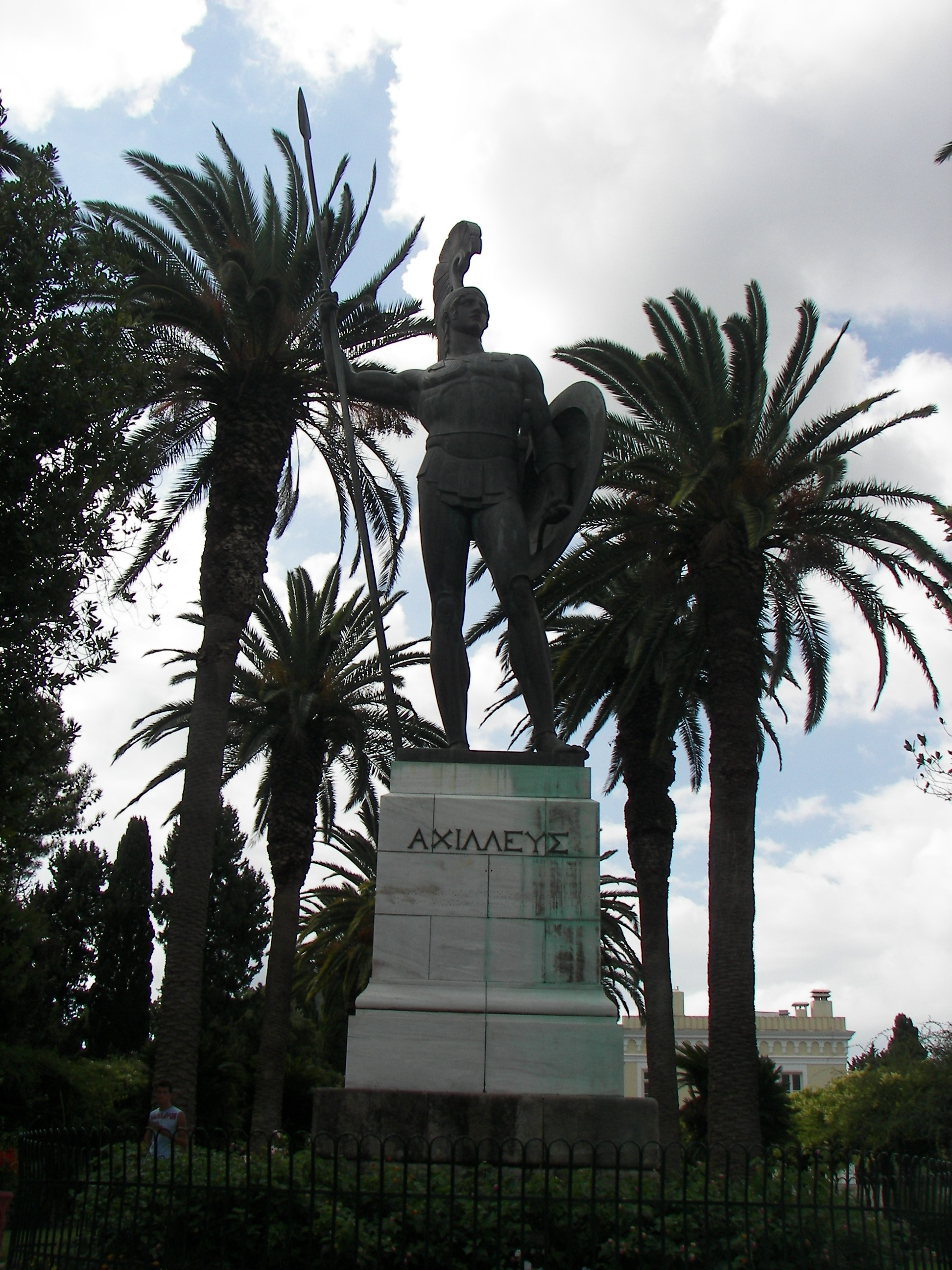
阿喀琉斯宫花园的阿喀琉斯雕像

阿喀琉斯宫到处充满了关于阿喀琉斯以及特洛伊战争场面的绘画和雕塑，庞贝建筑风格，与俄国克里米亚的里瓦几亚宫有很多相似之处。

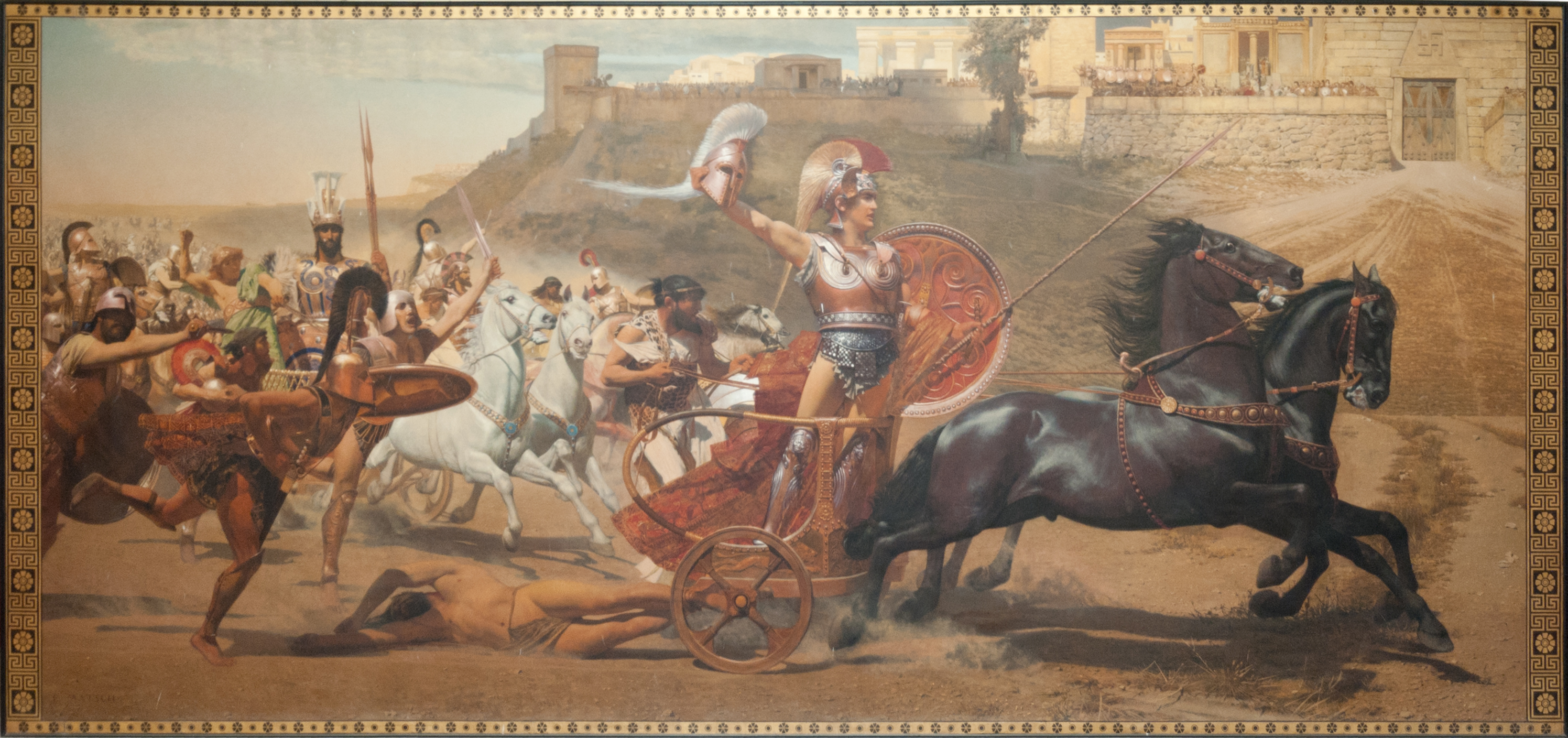
阿喀琉斯的凯旋，阿喀琉斯在特洛伊城门前拖着赫克托耳的尸体（大厅上层的全景壁画）

在山顶的皇家花园，可以看到周围的绿色山丘和山谷以及爱奥尼亚海的壮丽景色。茜茜常来阿喀琉斯宫，直到1898年在日内瓦被意大利无政府主义者盧伊季·盧切尼暗杀。
茜茜死后，德国皇帝威廉二世于1907年从她的继承人购买了阿喀琉斯宫，作为自己的夏宫。威廉在此期间，进行了许多外交活动，以致阿喀琉斯宫成为欧洲外交的一个枢纽。 
威廉二世委托雕塑家约翰内斯·格茨在花园内创作了一尊更为高大的阿喀琉斯青铜雕塑，面向北方的城市。 
威廉二世常来阿喀琉斯宫度假，到科孚市立剧院观看演出，直到1914年第一次世界大战爆发。 

希腊国家旅游组织在阿喀琉斯宫的信息窗

在第一次世界大战期间，阿喀琉斯宫被法国和塞尔维亚军队用作军事医院。一战以后，根据凡尔赛条约作为战争赔偿在1919年成为希腊国家财产。
在第一次世界大战和第二次世界大战之间，阿喀琉斯宫用于各种政府服务，同一时间举行过许多文物拍卖。
第二次世界大战期间，轴心国在阿喀琉斯宫设立军事总部。第二次世界大战后，阿喀琉斯宫由希腊旅游组织管理。
1962年，阿喀琉斯宫出租给一家私营公司，上层改为赌场，而下层改为博物馆。1983年租约到期，重新由希腊旅游组织管理。

## 欧洲角色
阿喀琉斯宫在威廉二世时代一度拥有欧洲外交的中心地位，近年来，欧洲理事会于1994年在此举行，在2003年又举办了欧洲农业部长会议。最近作为博物馆使用，而赌场的功能已迁往科孚希尔顿酒店。 

## 阿喀琉斯宫在电影中
詹姆斯·邦德电影《鐵金剛勇破海龍幫》（1981）中的赌场场景是在阿喀琉斯宫拍摄。

## 圖集

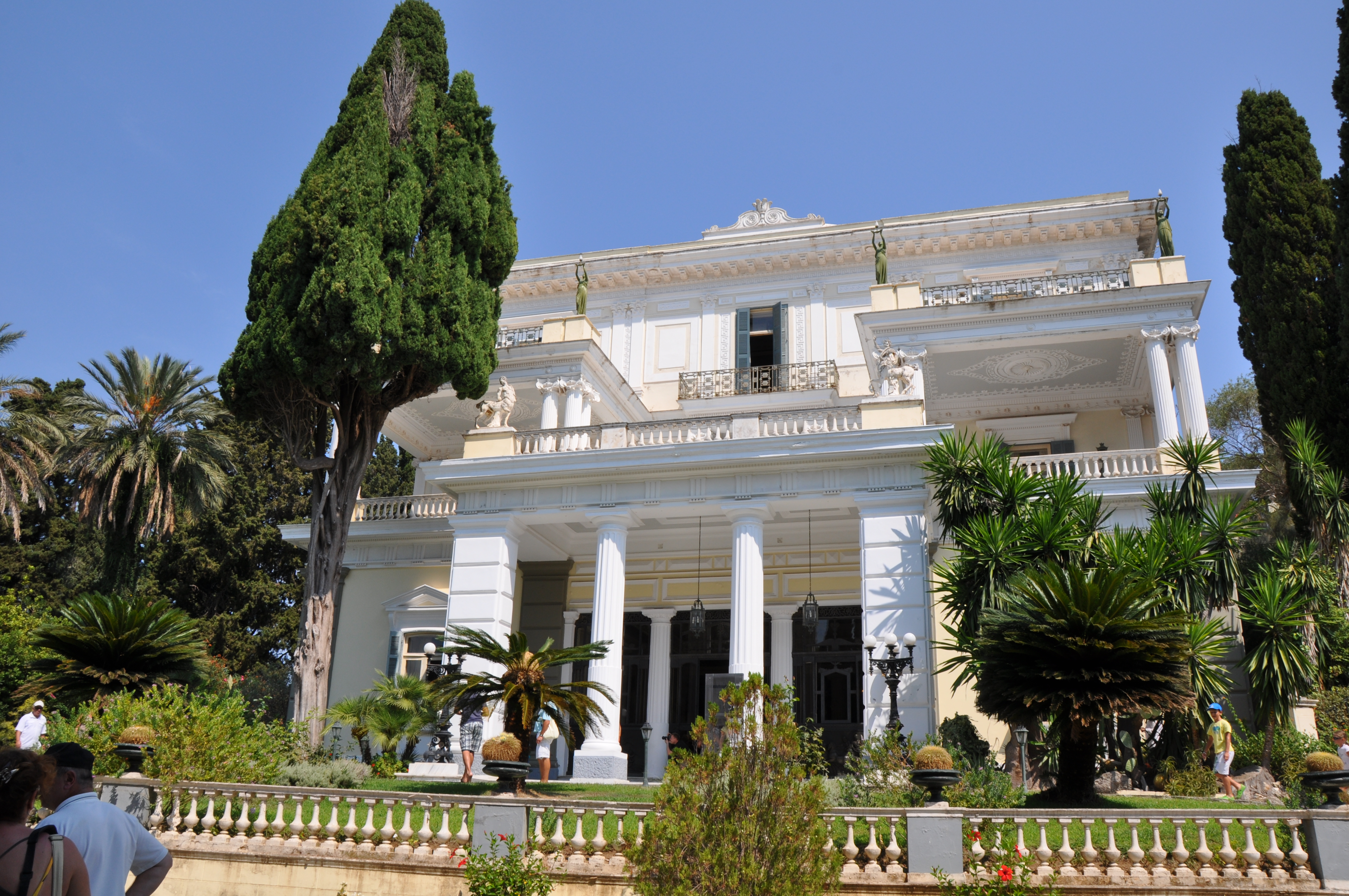
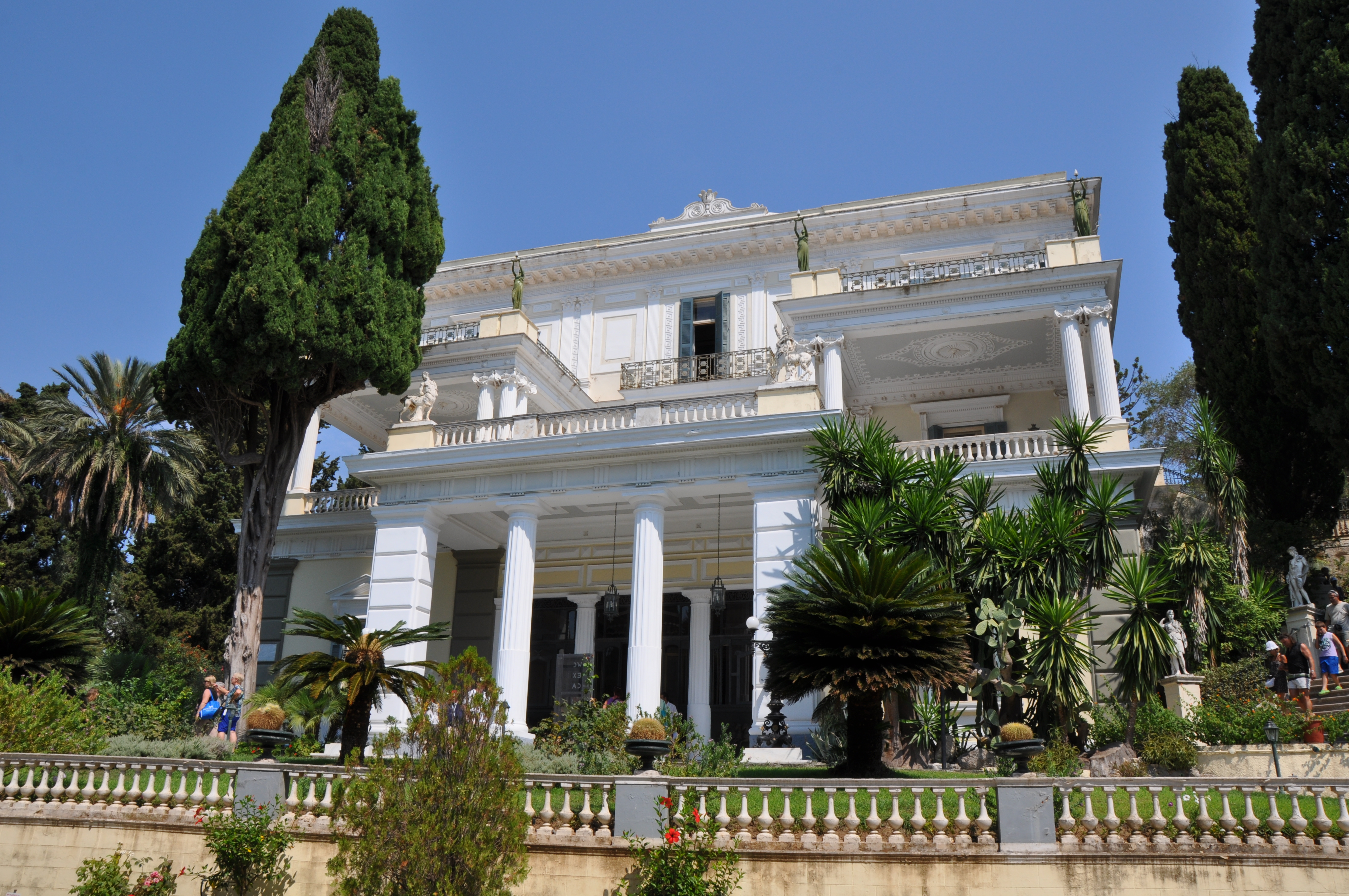
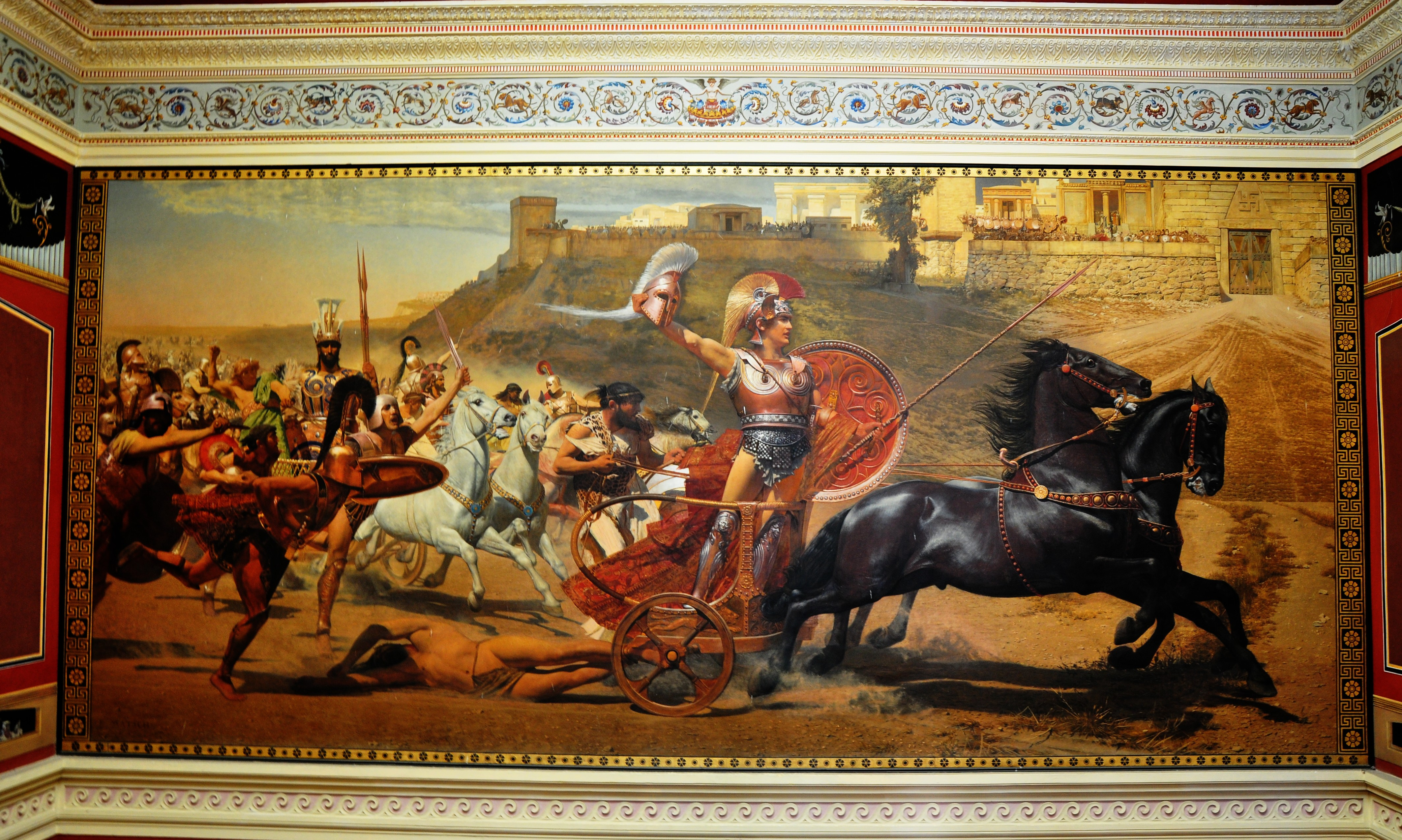
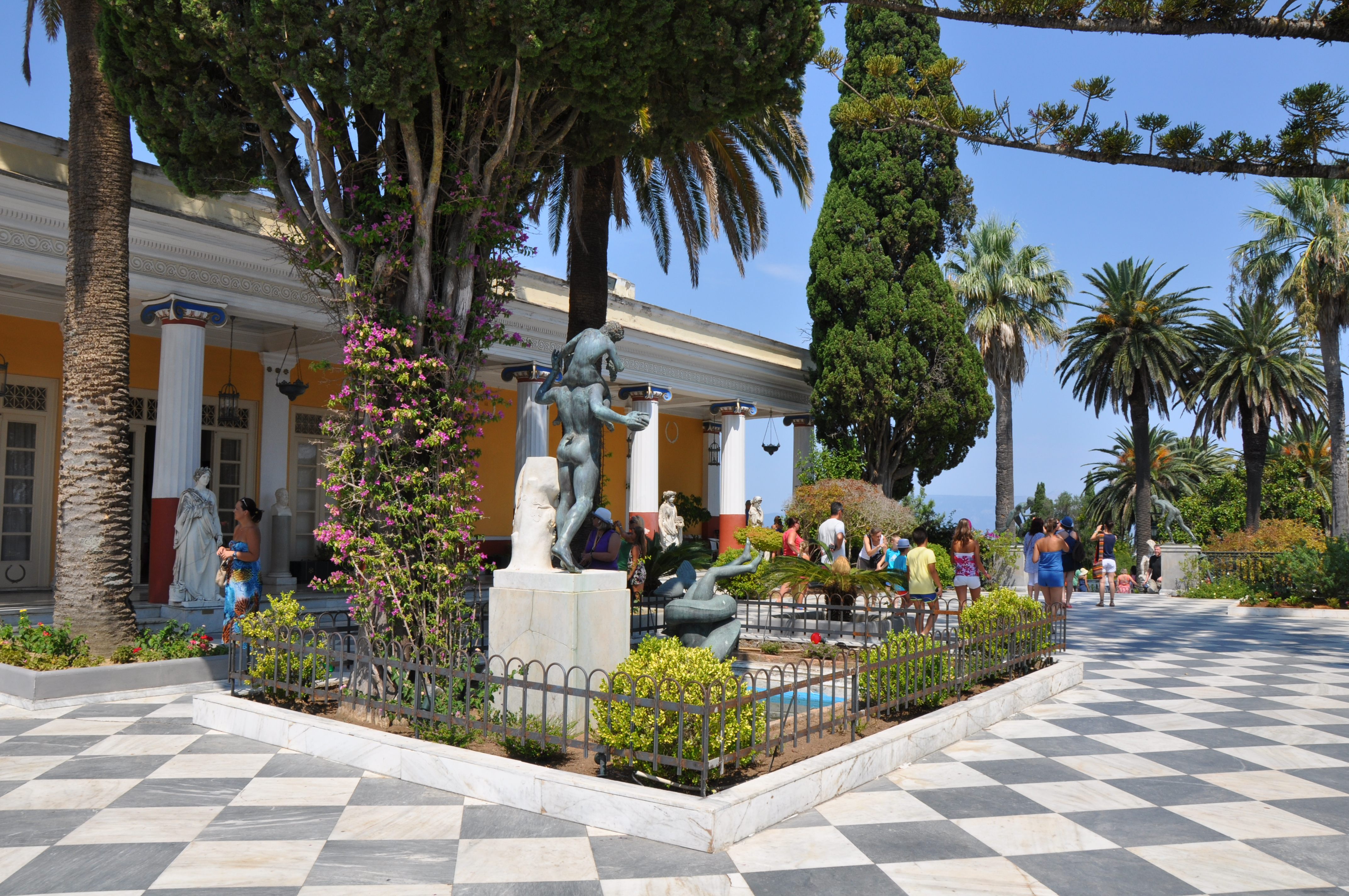
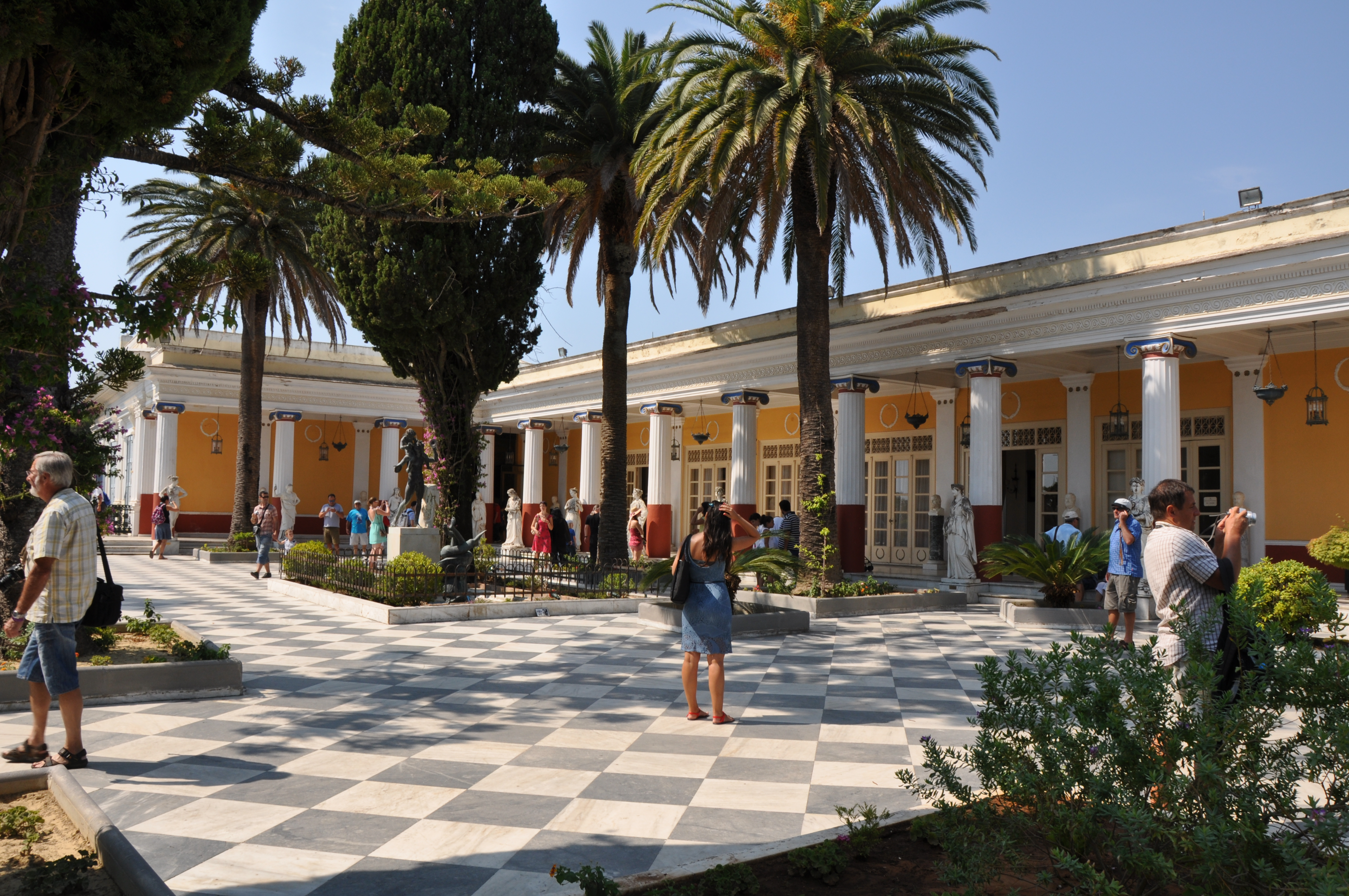
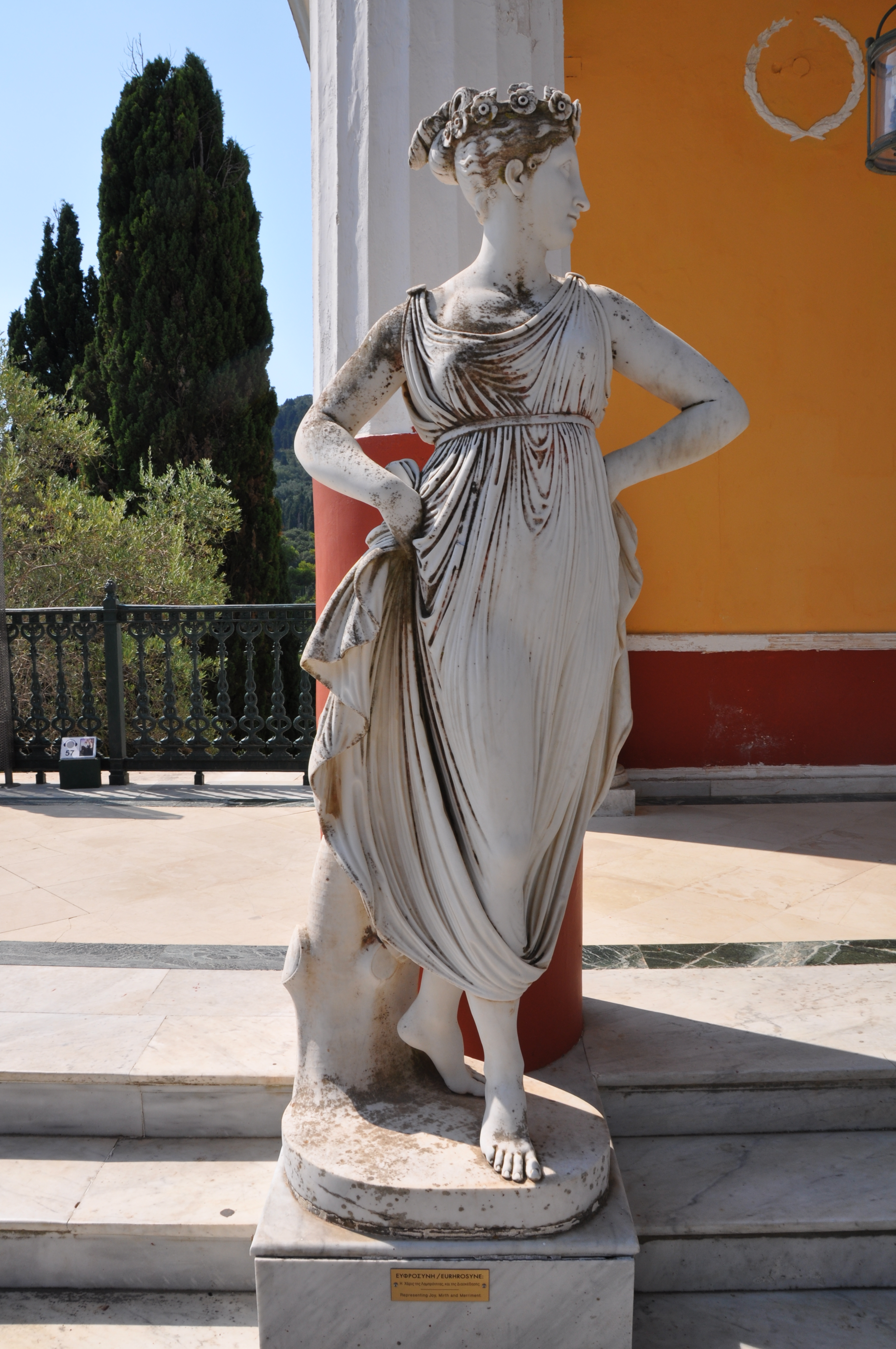
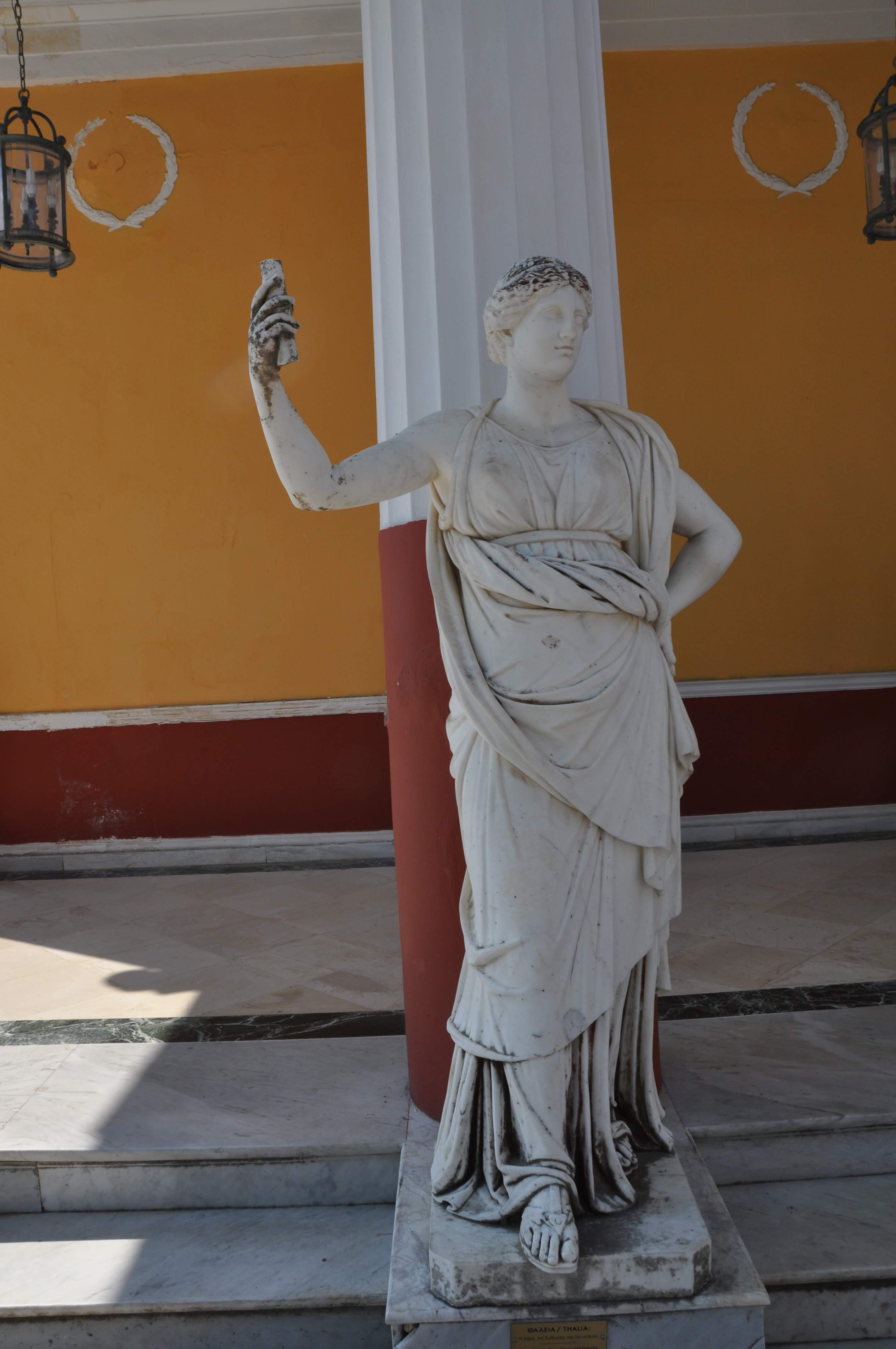
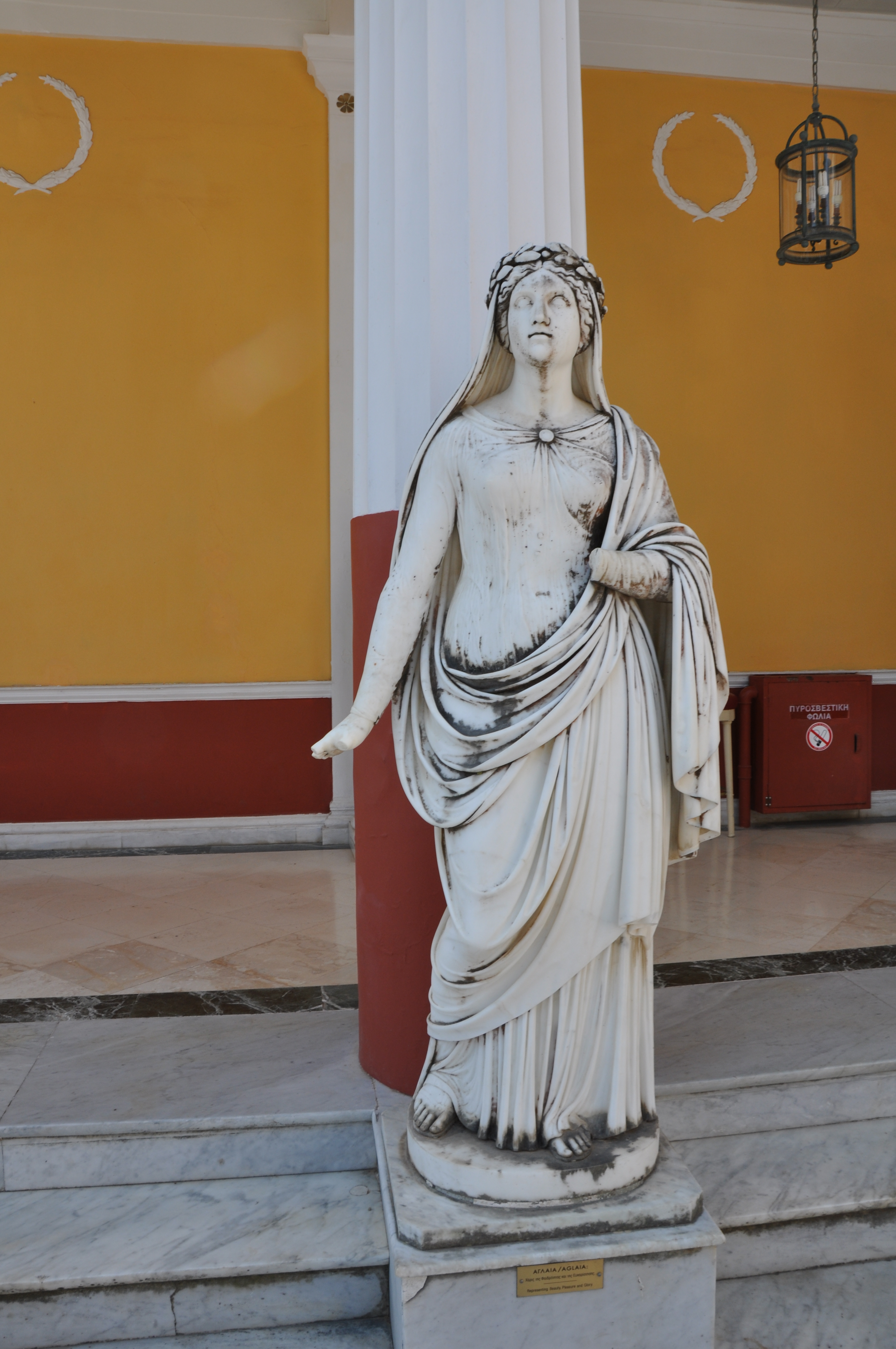
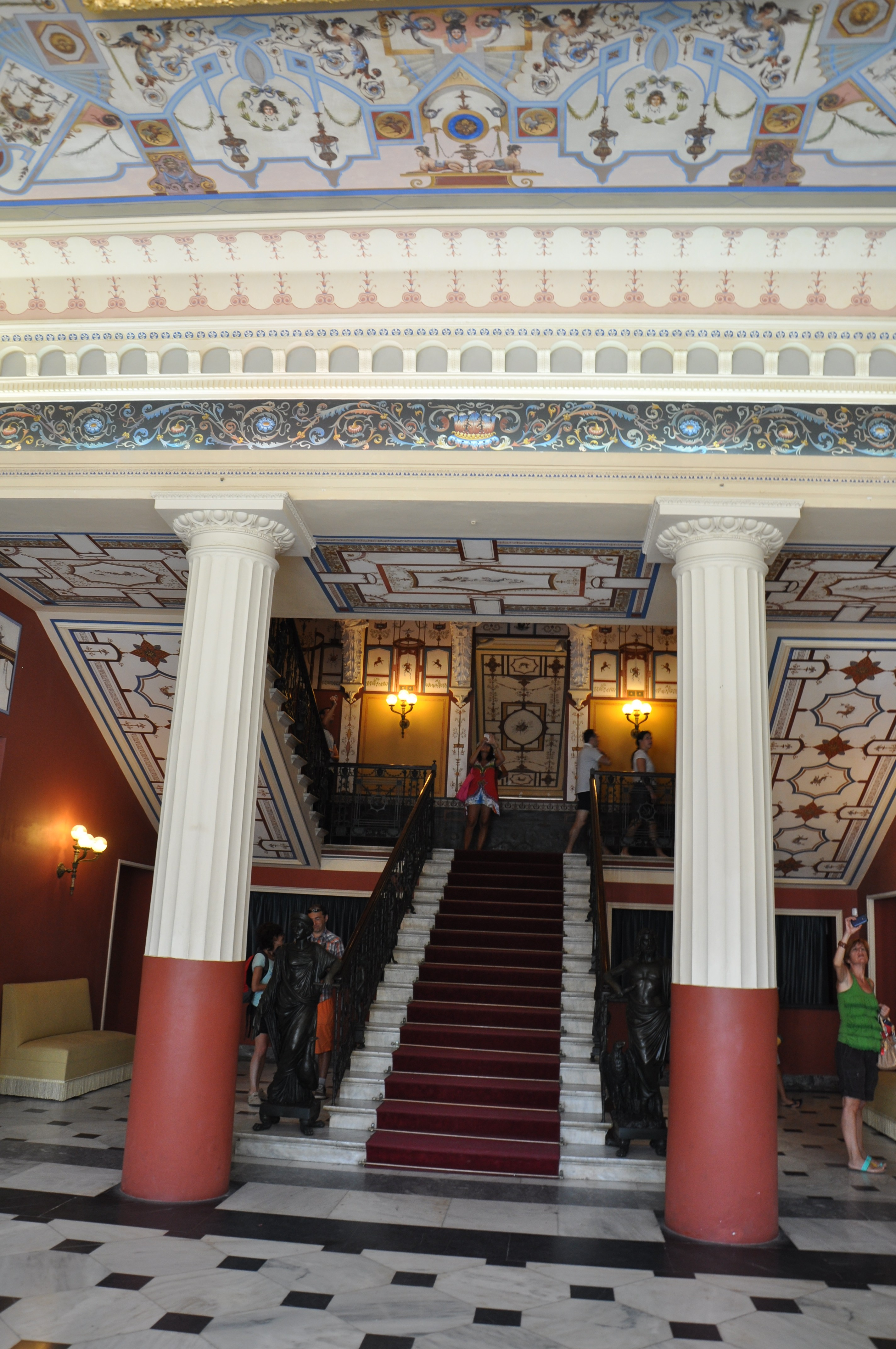
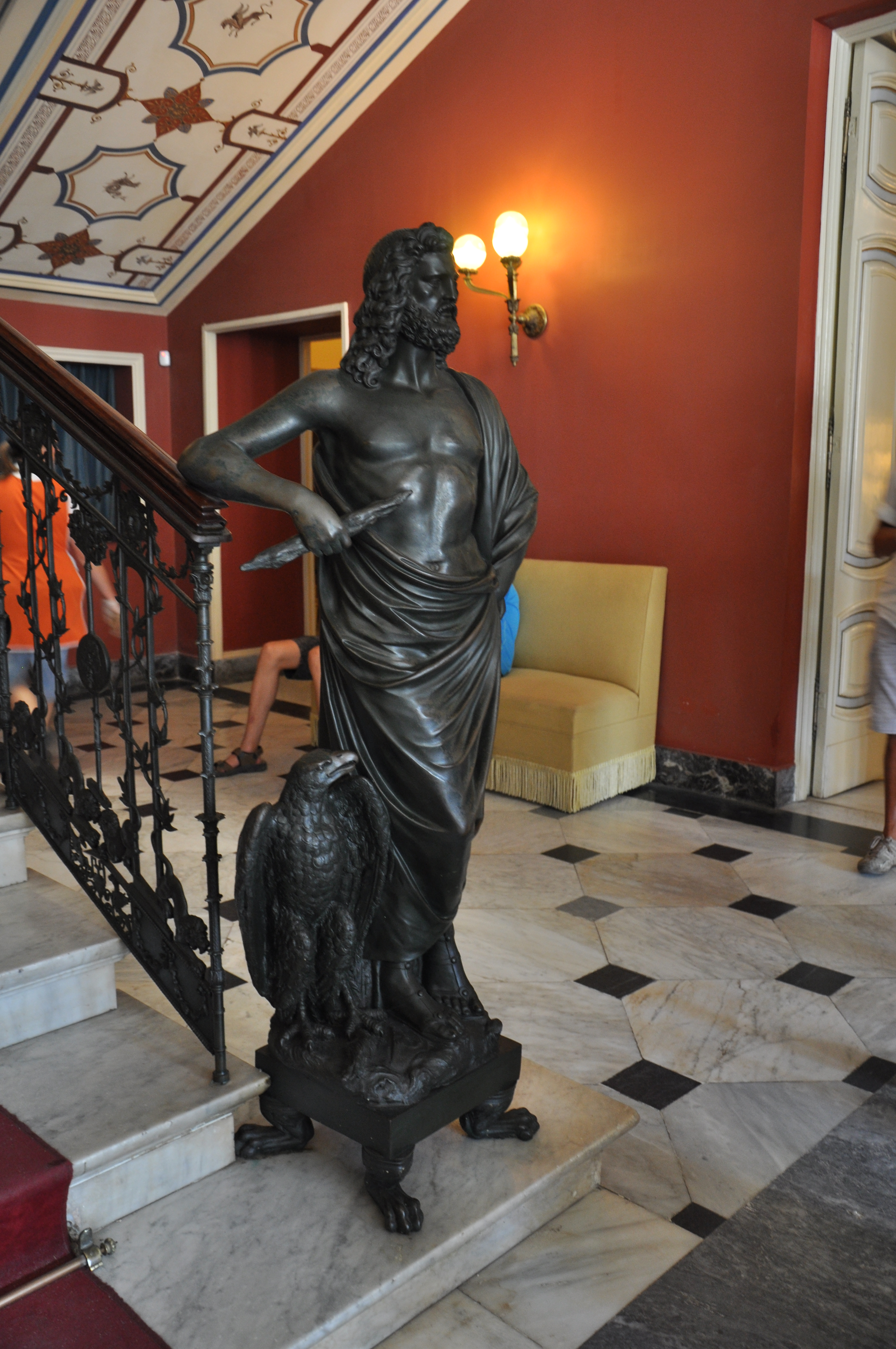
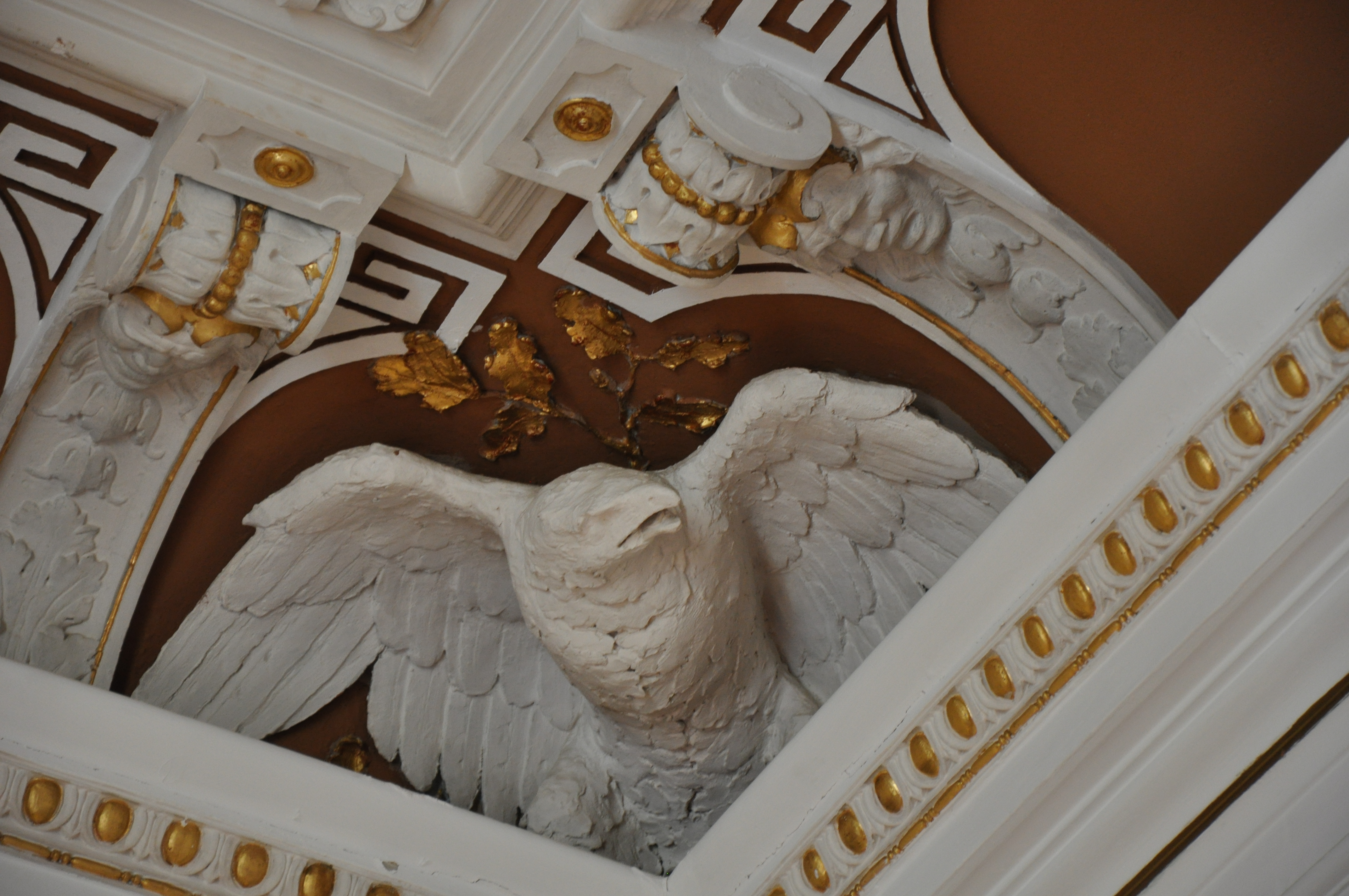
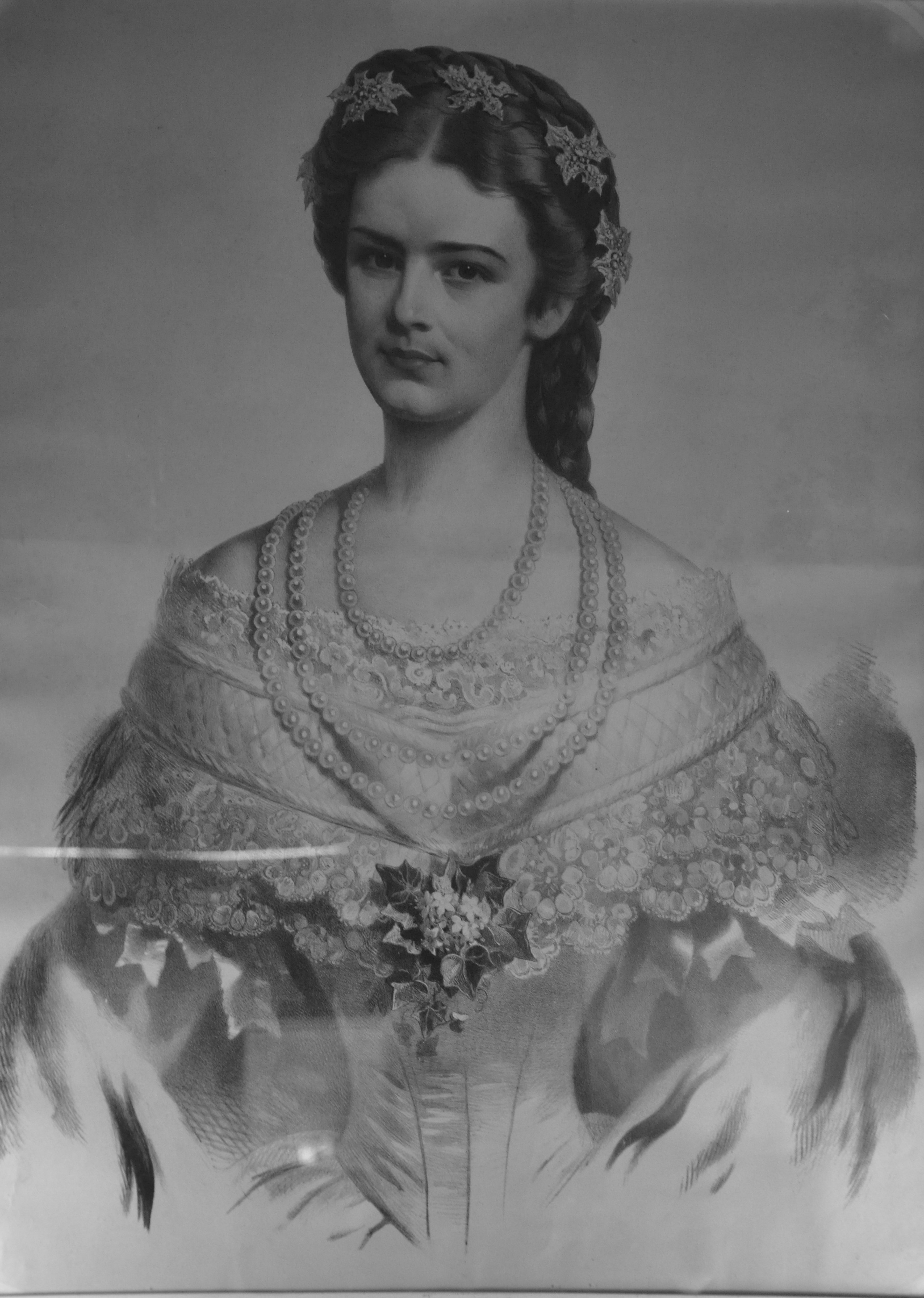
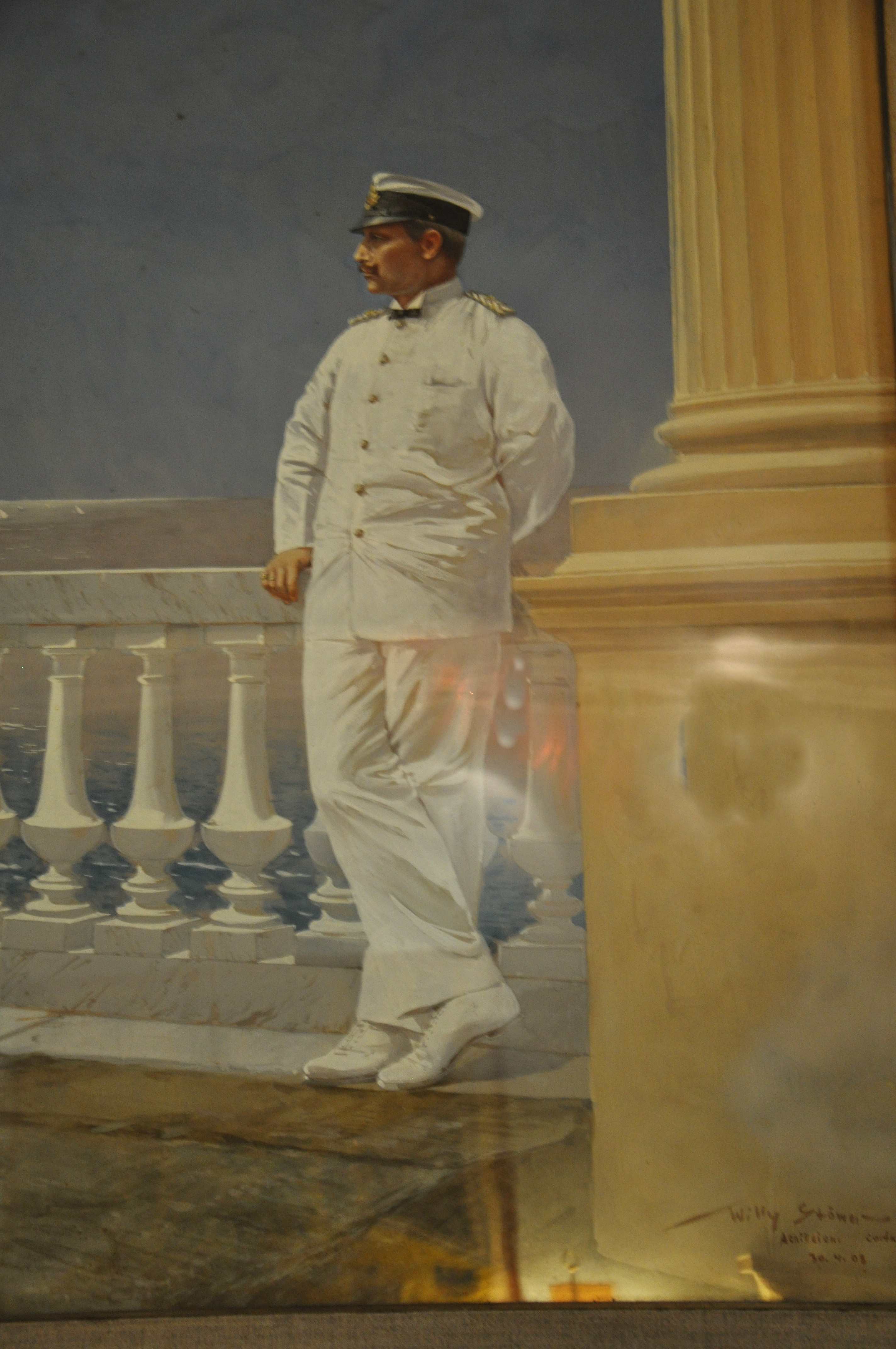
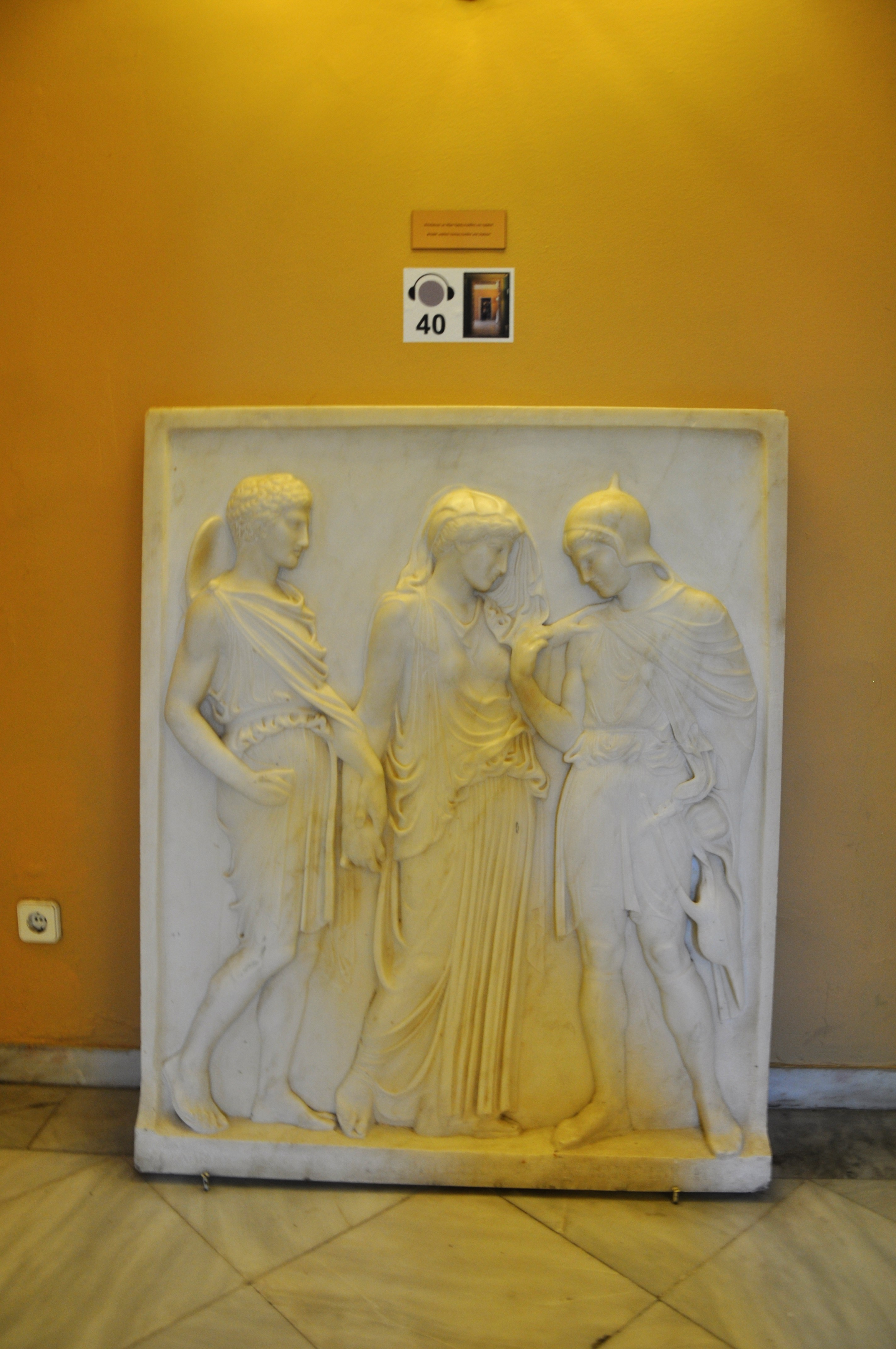
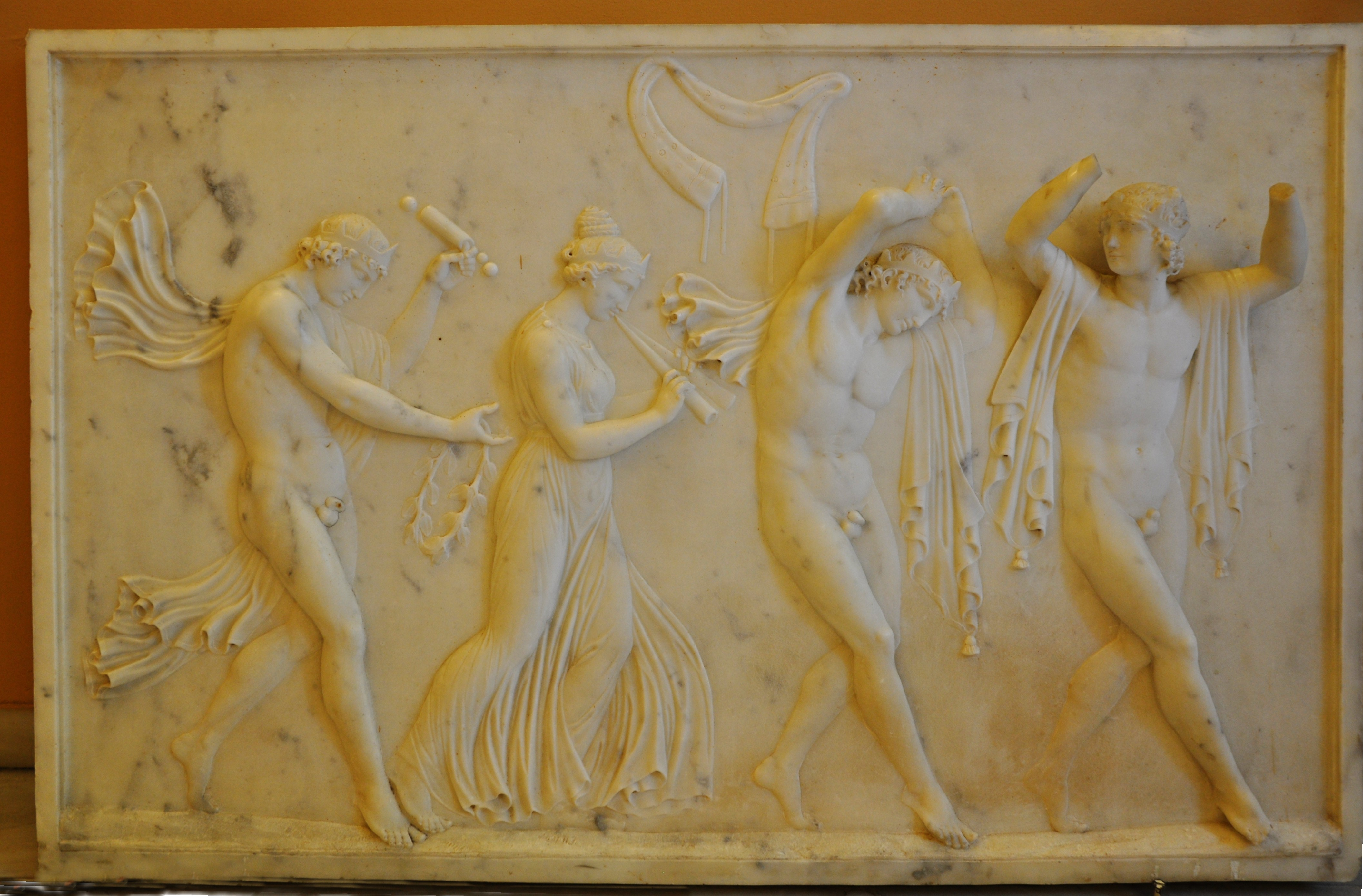
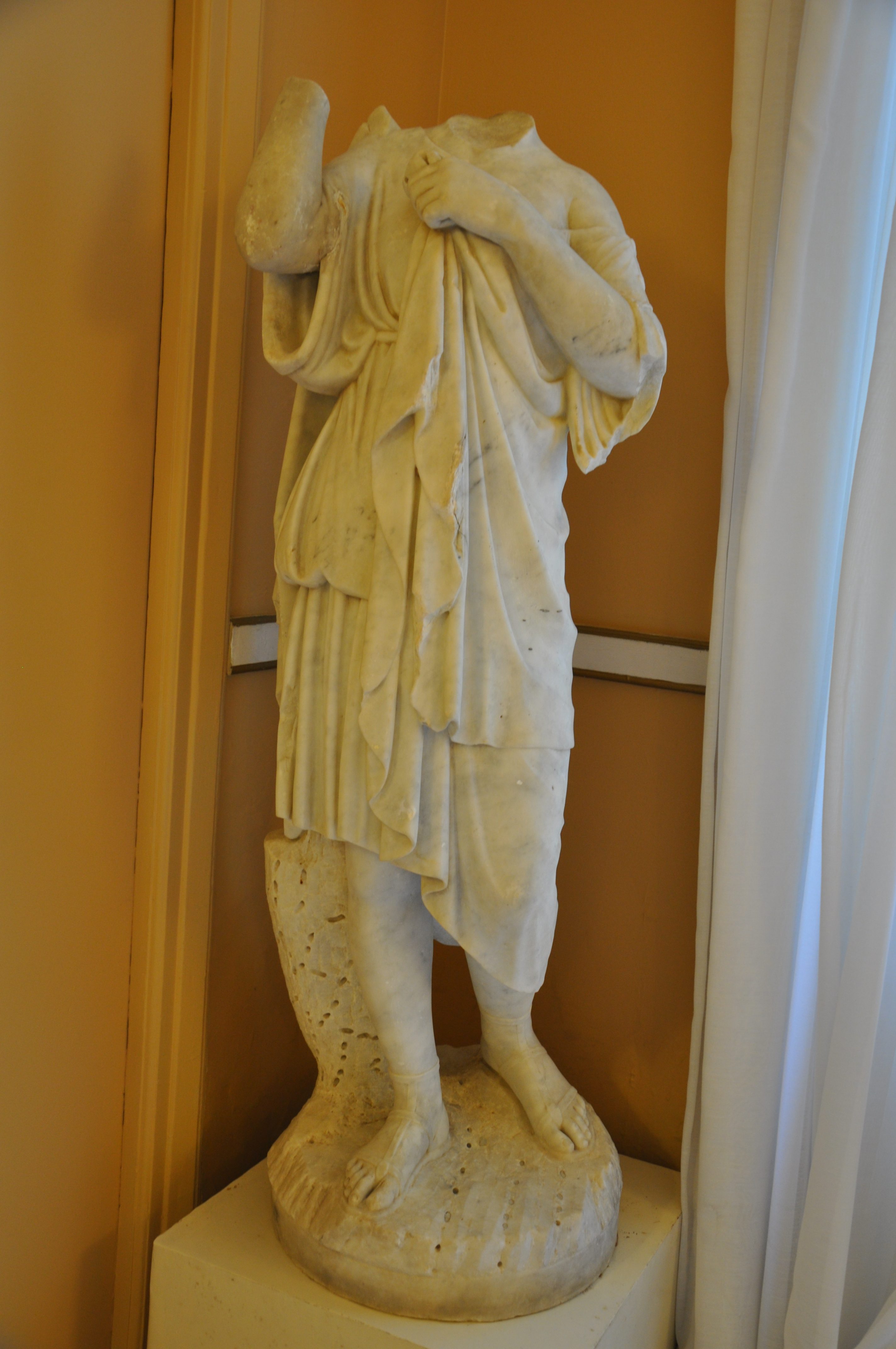
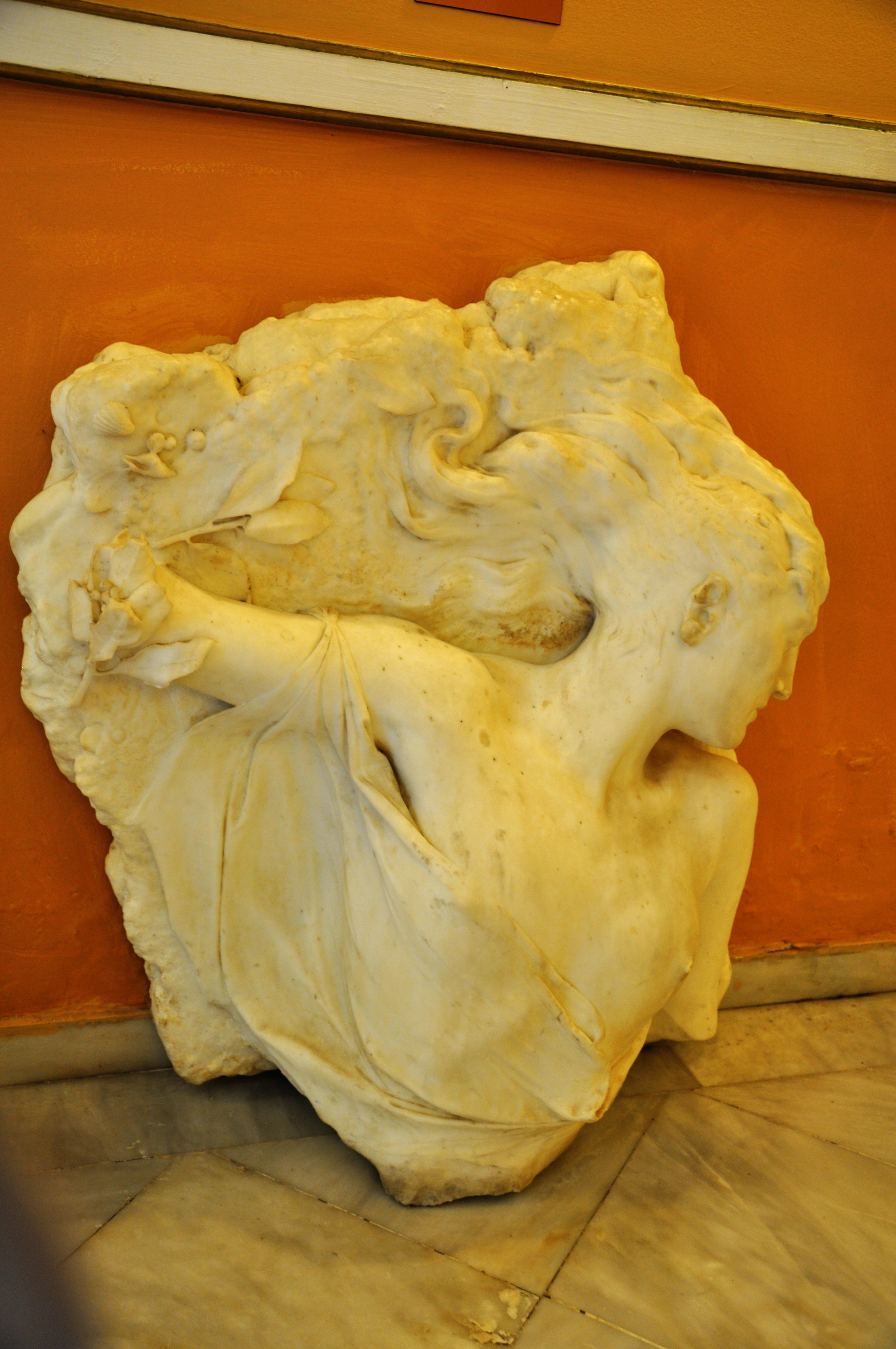
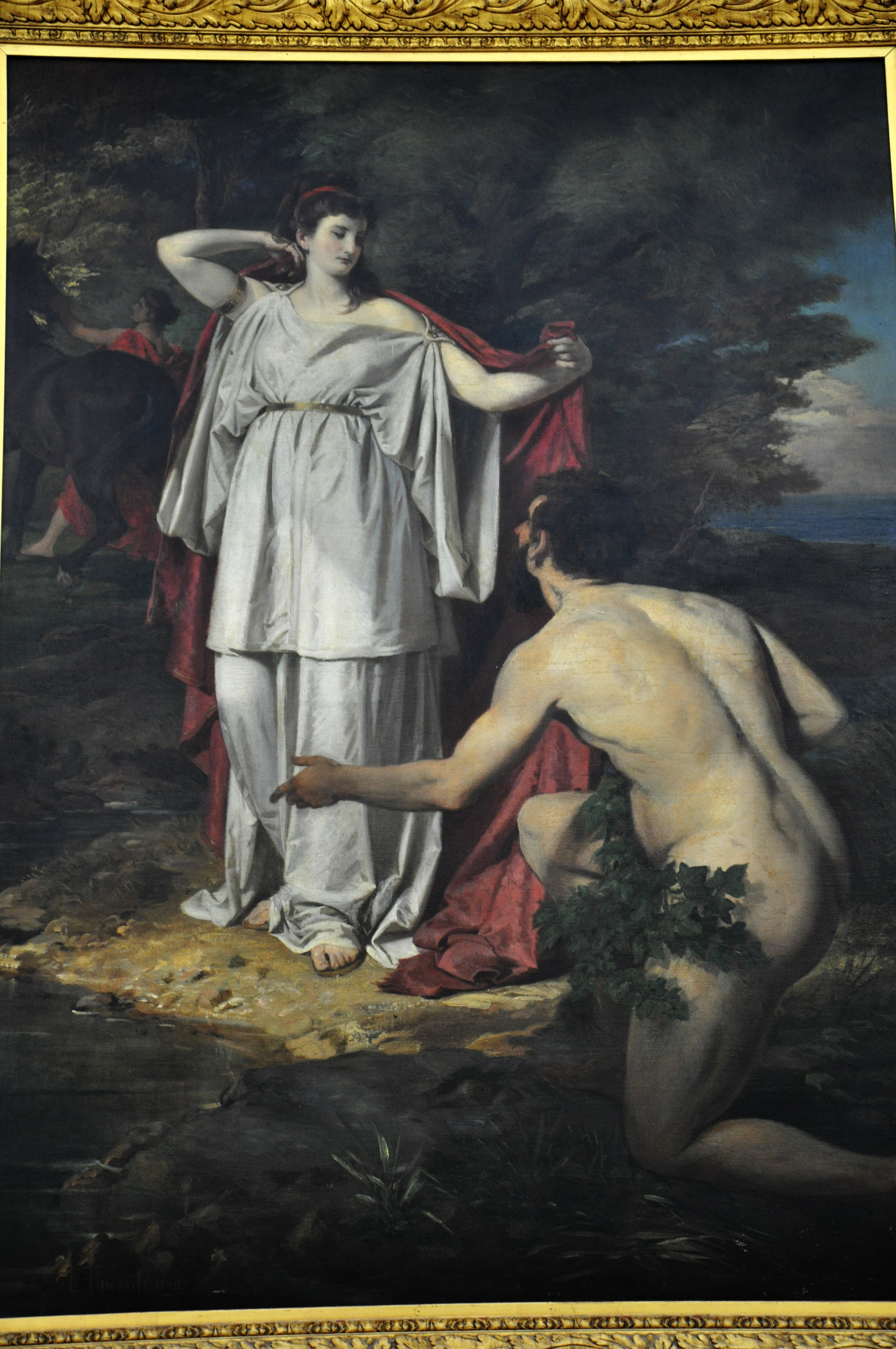
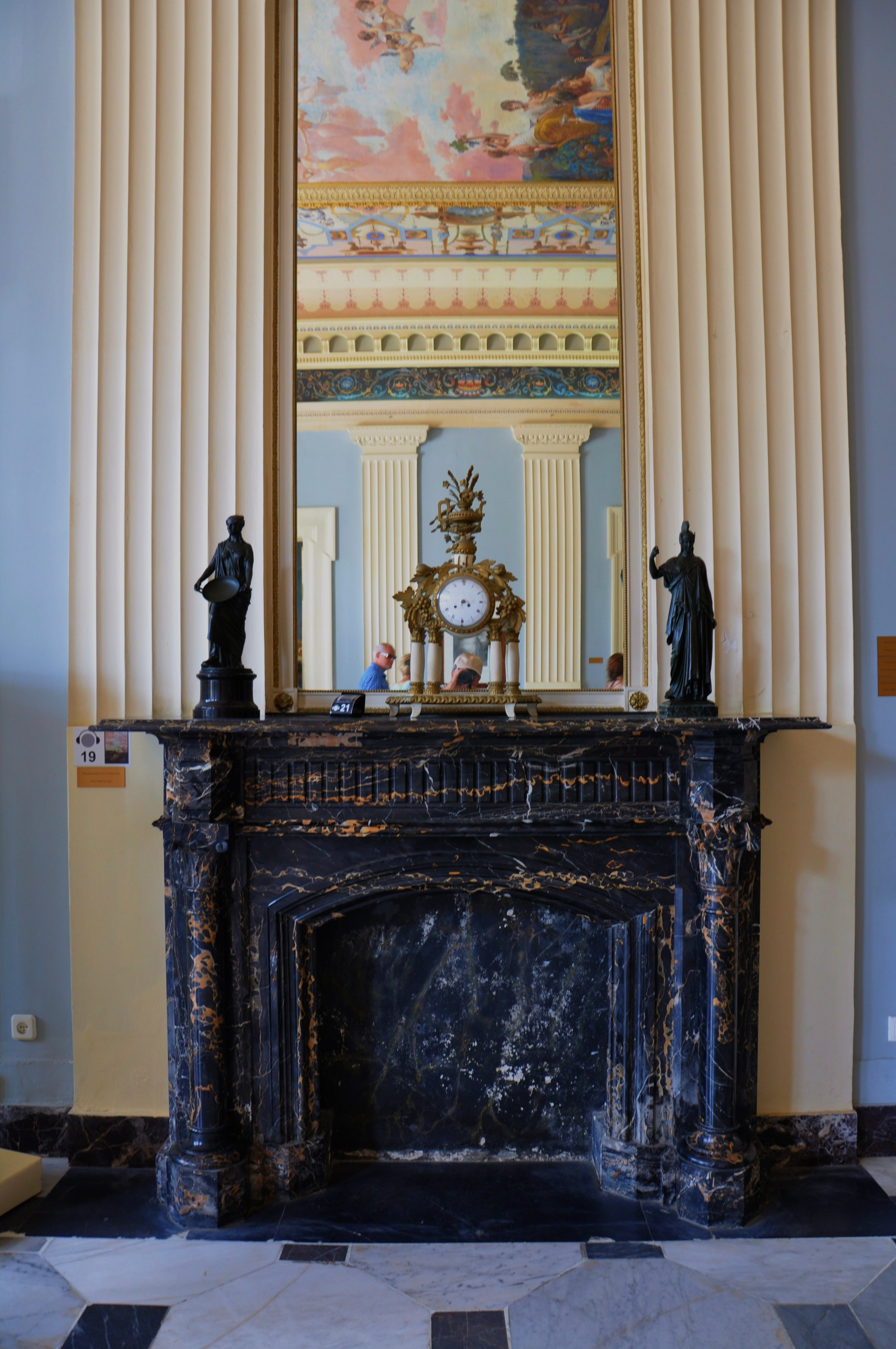
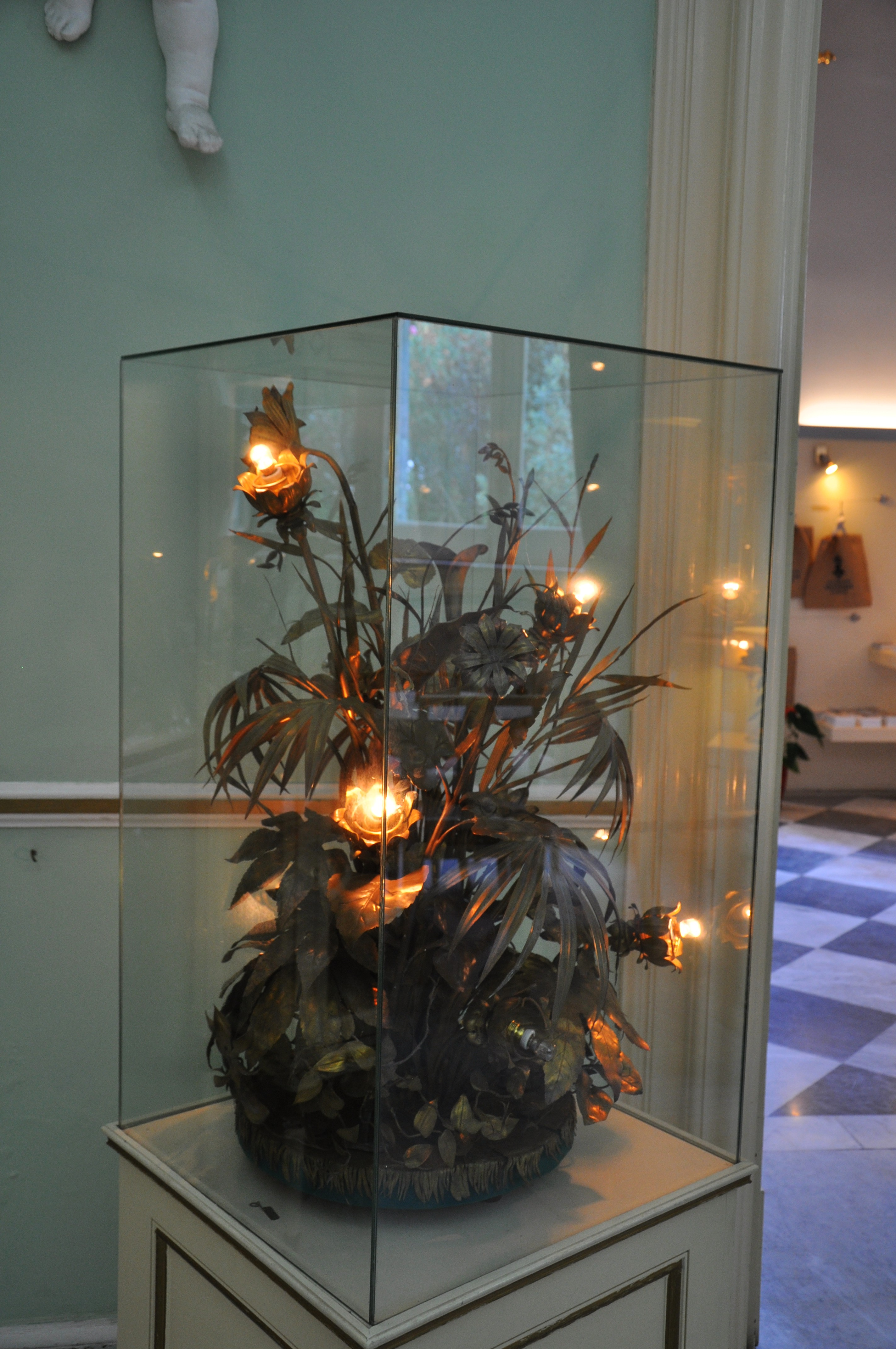
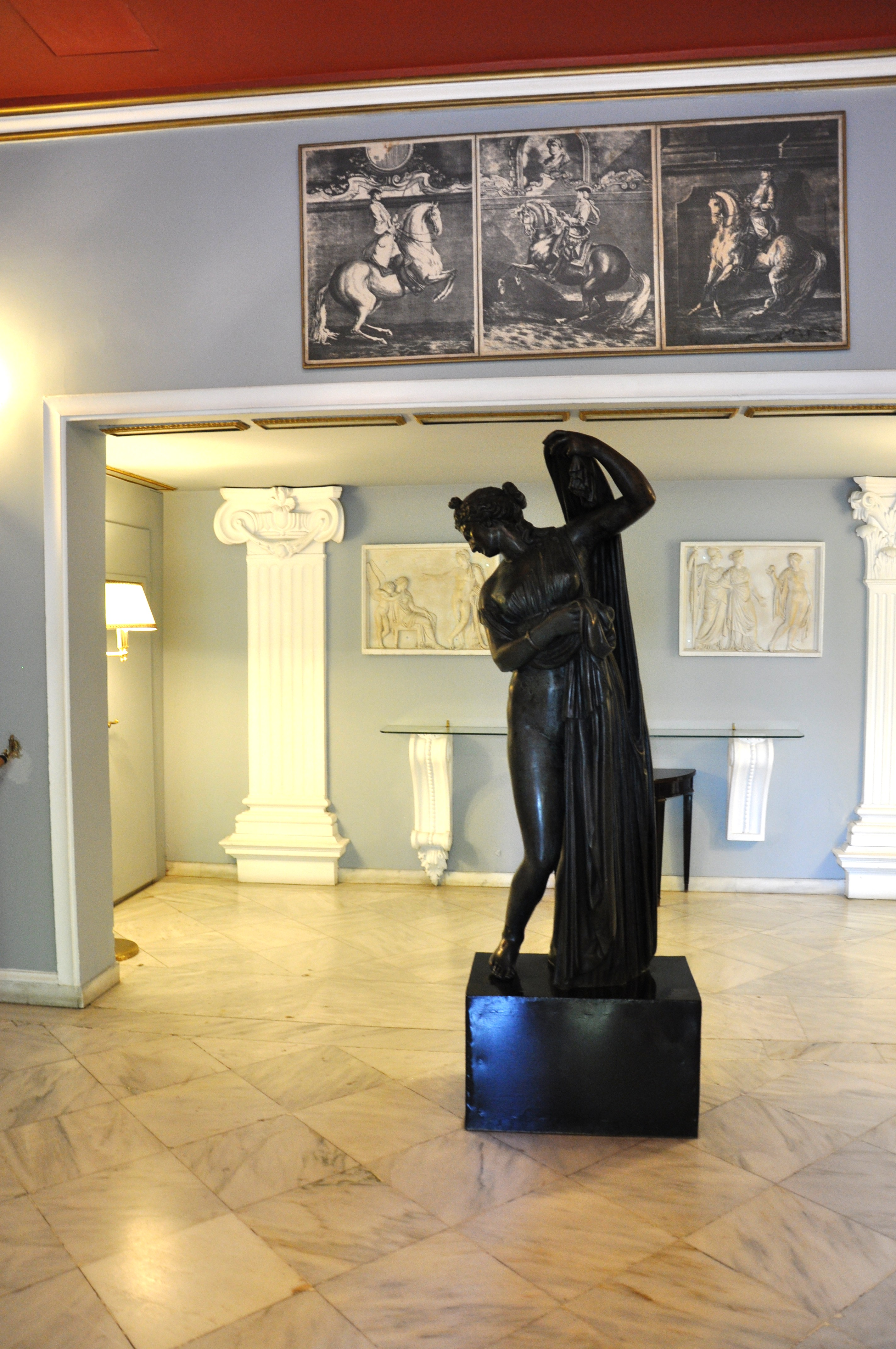
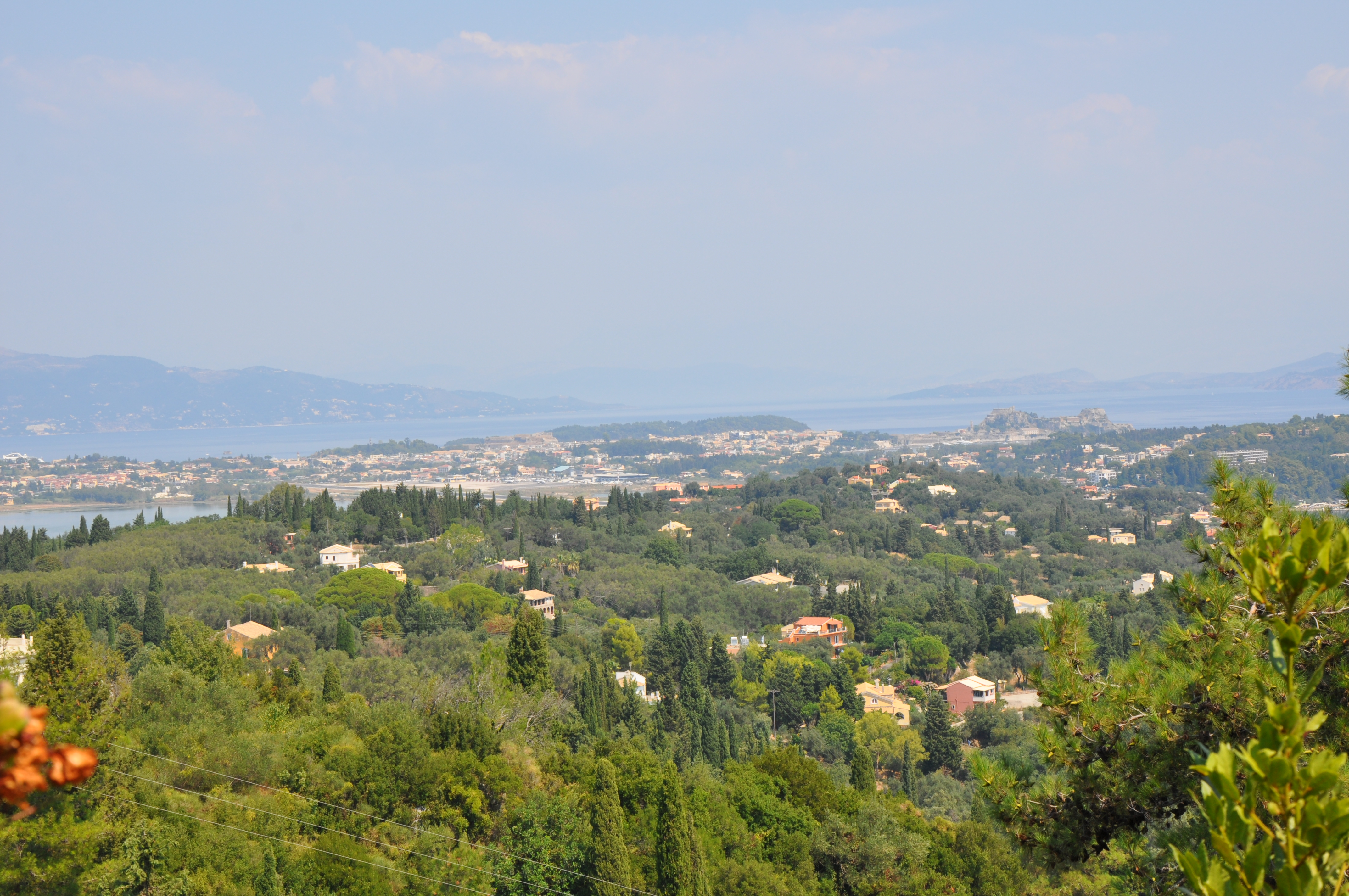
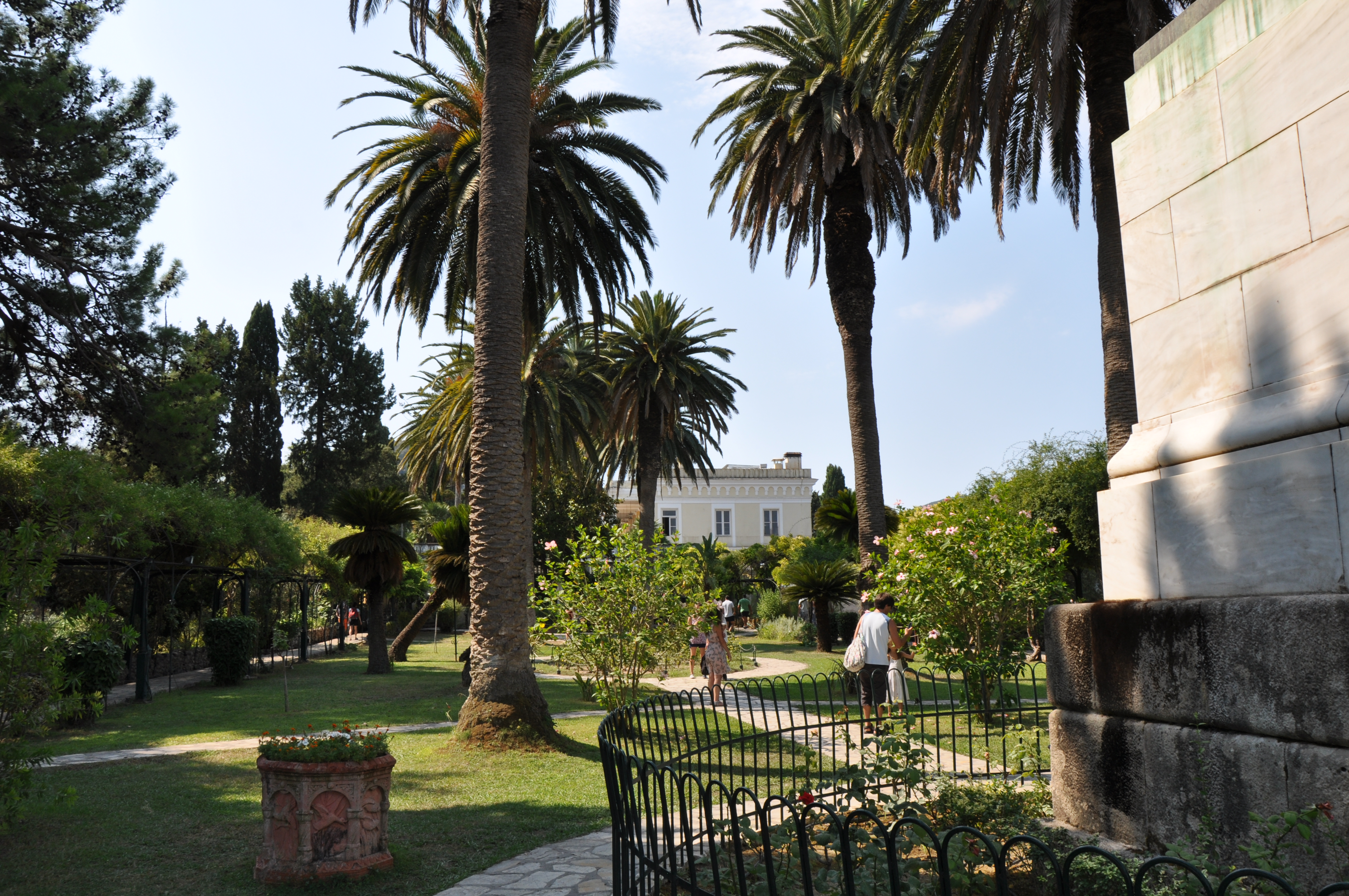
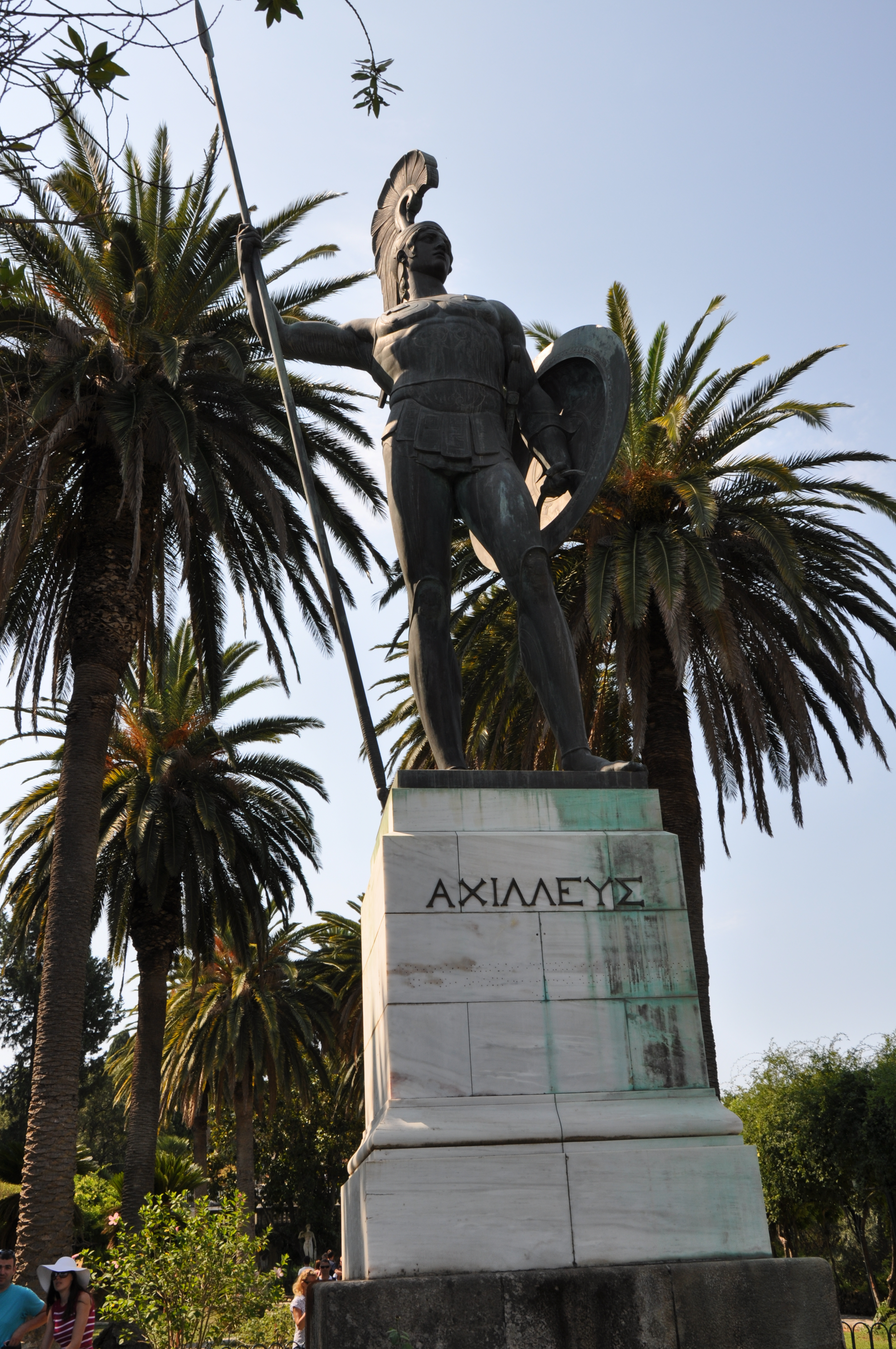
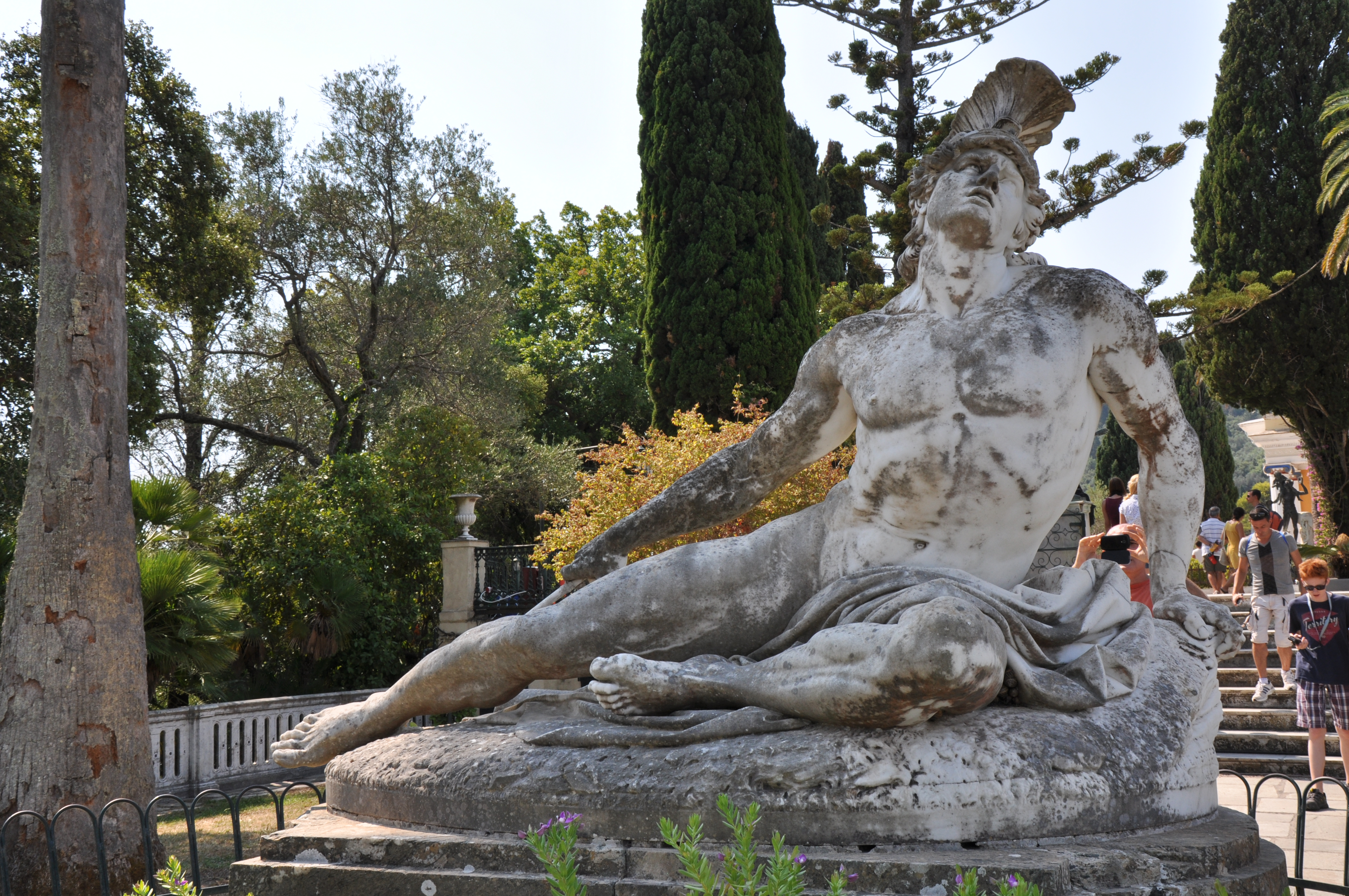
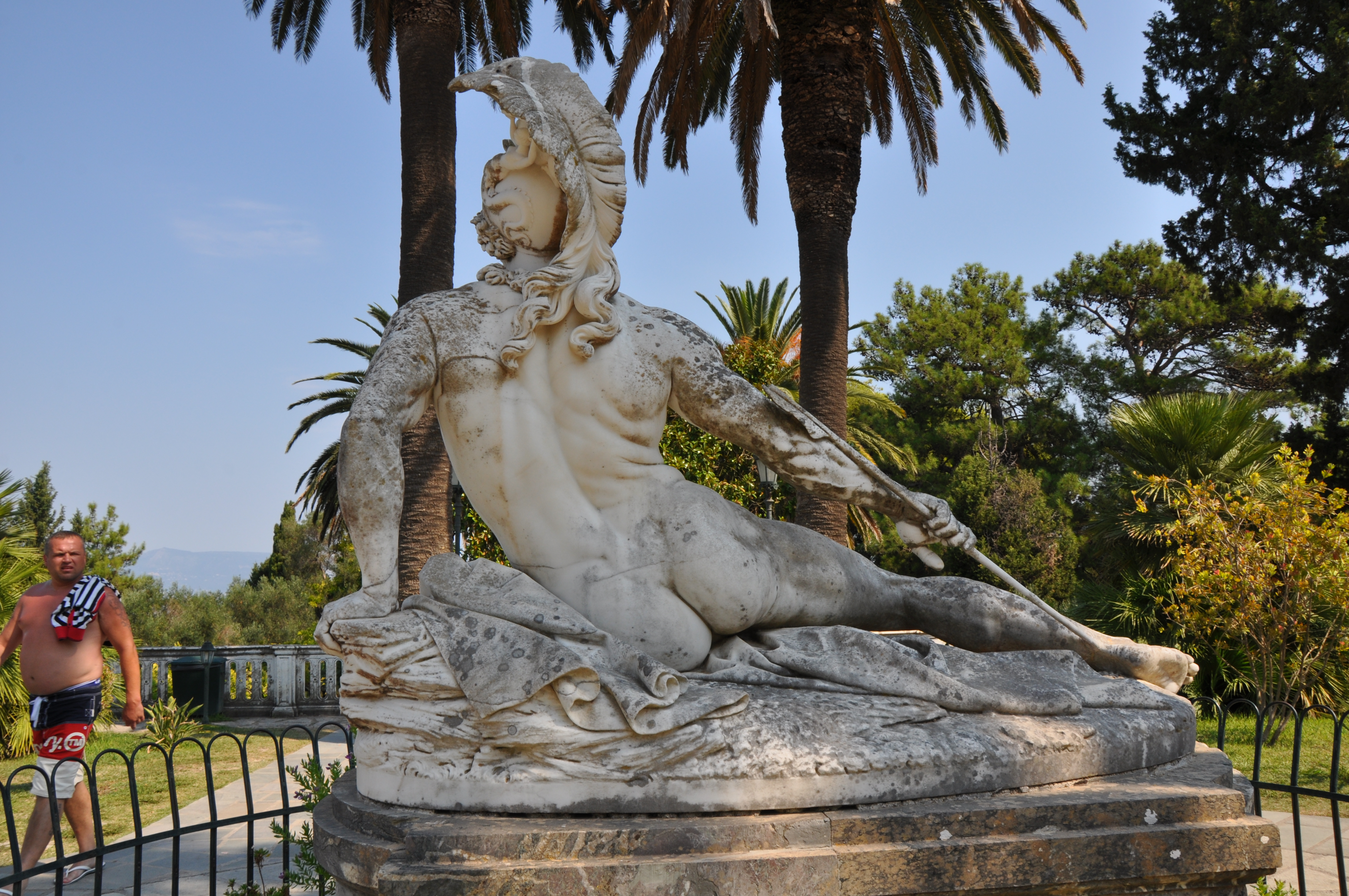
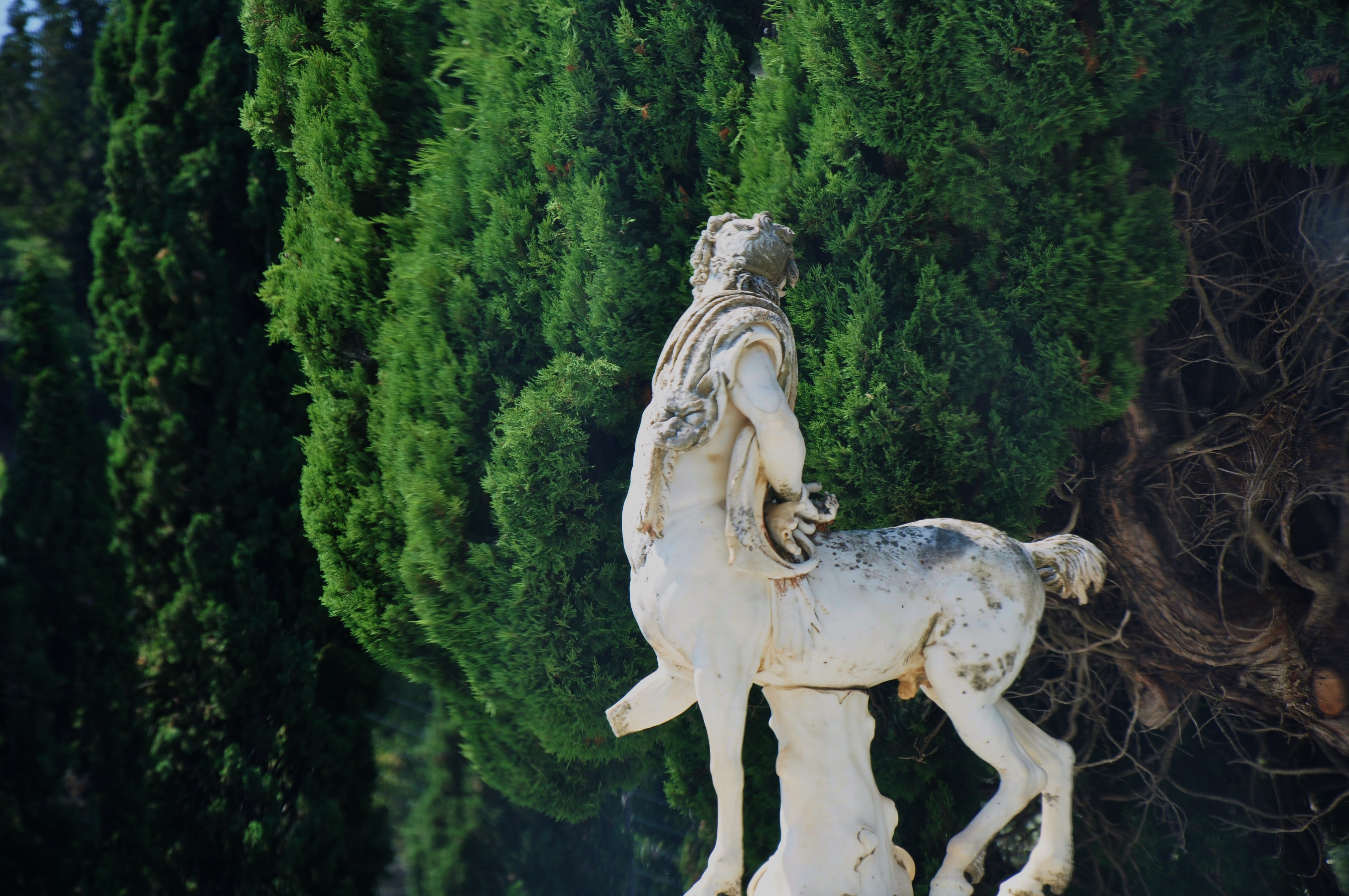
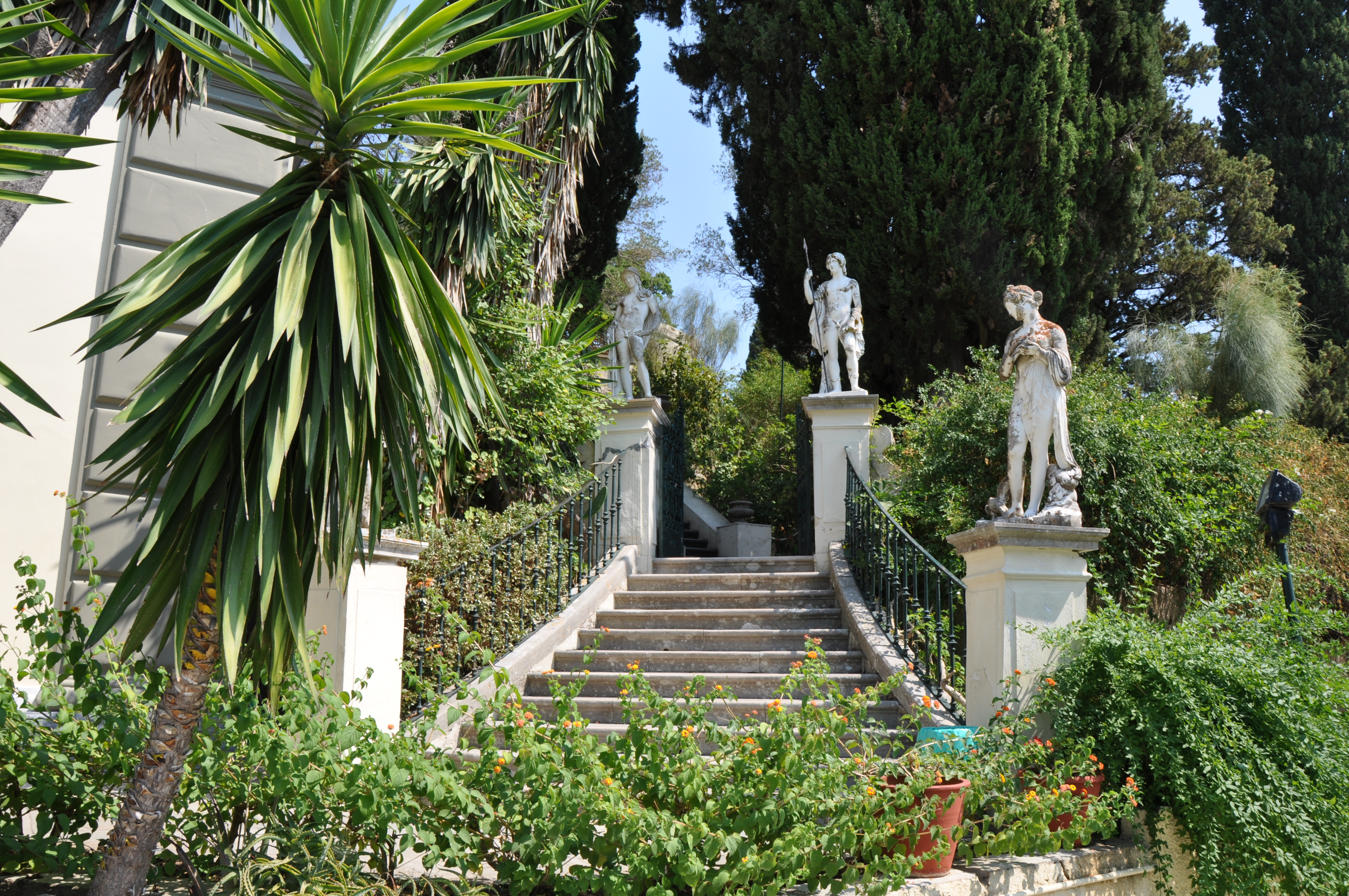
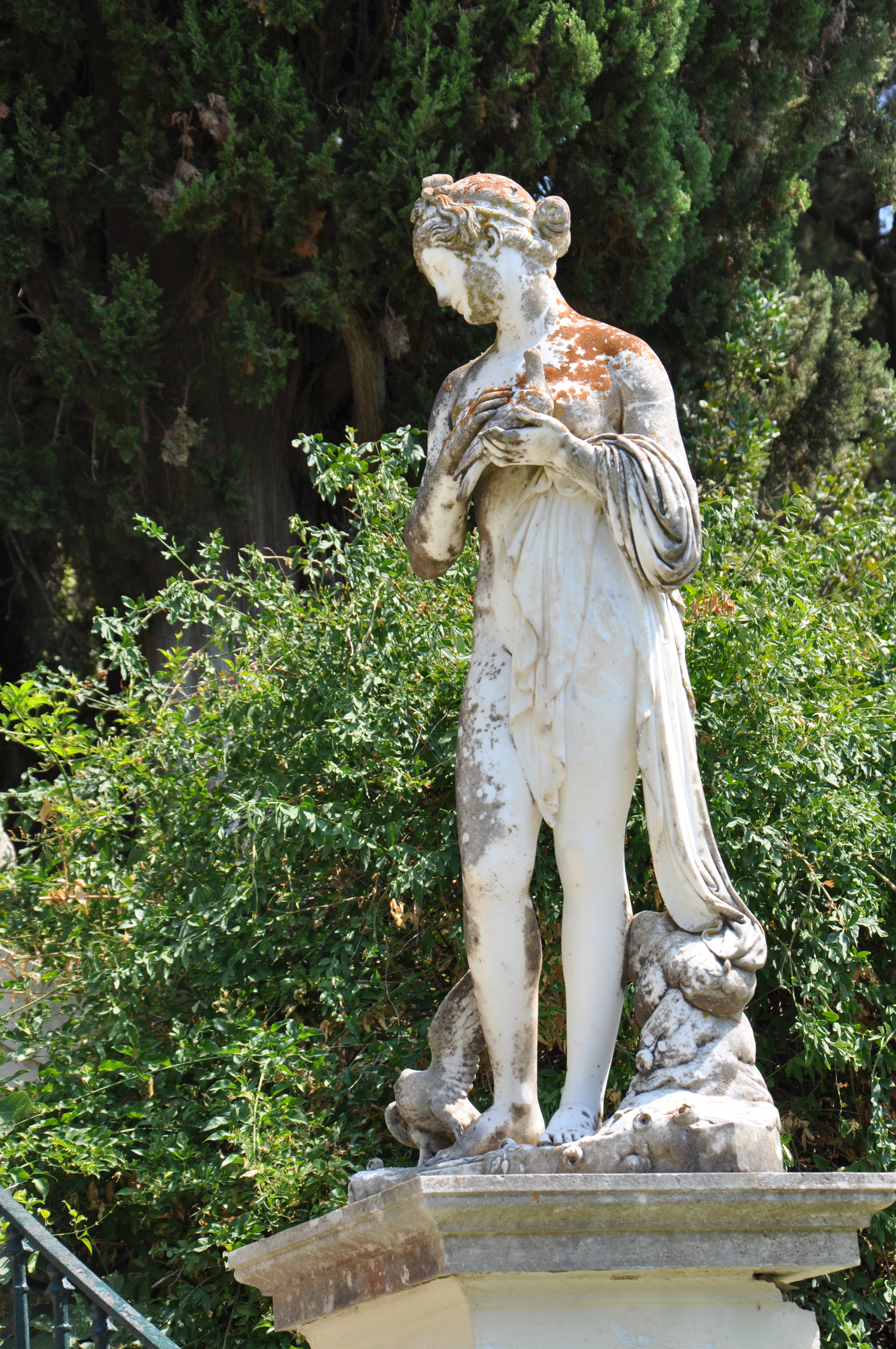
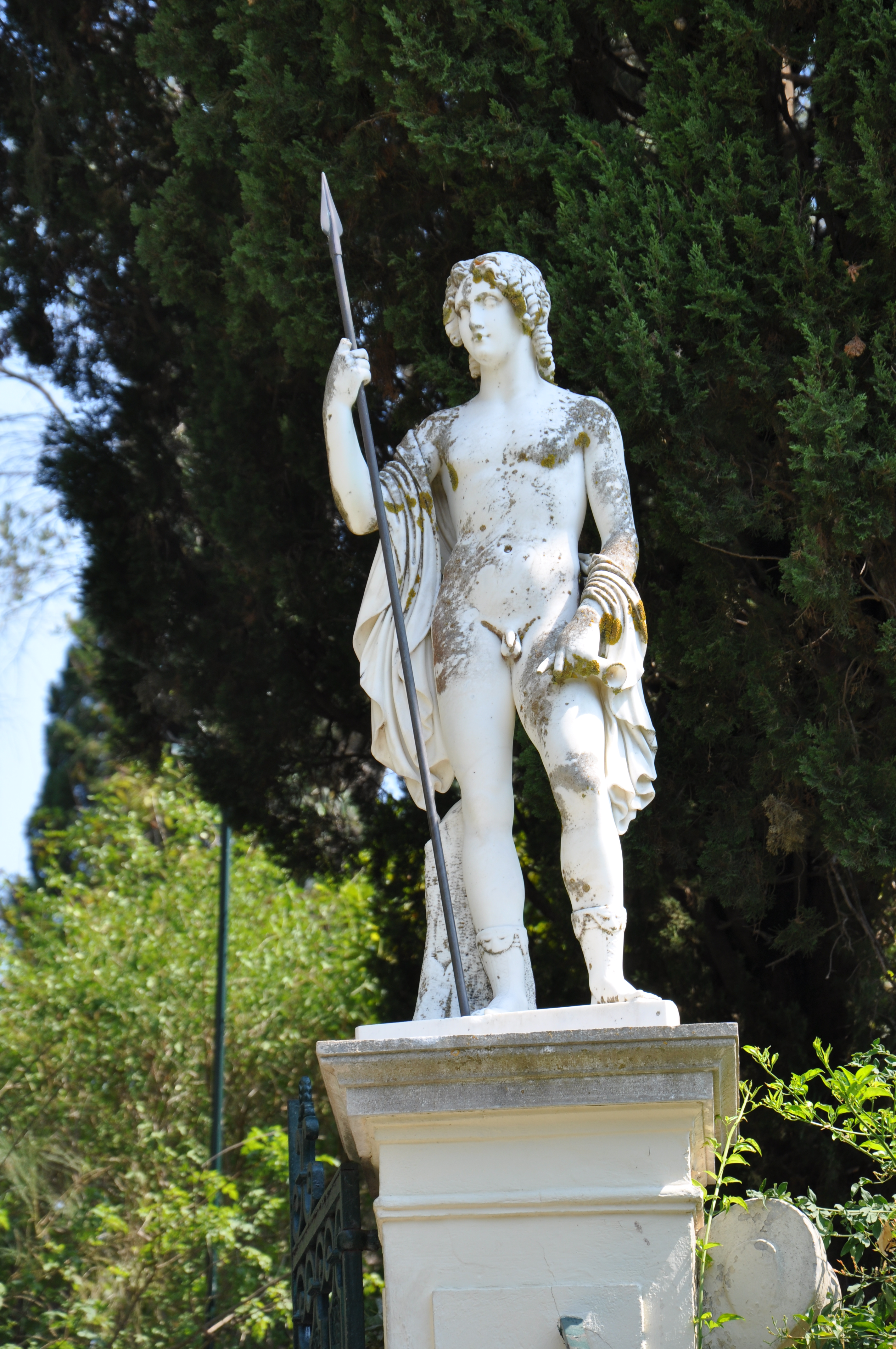
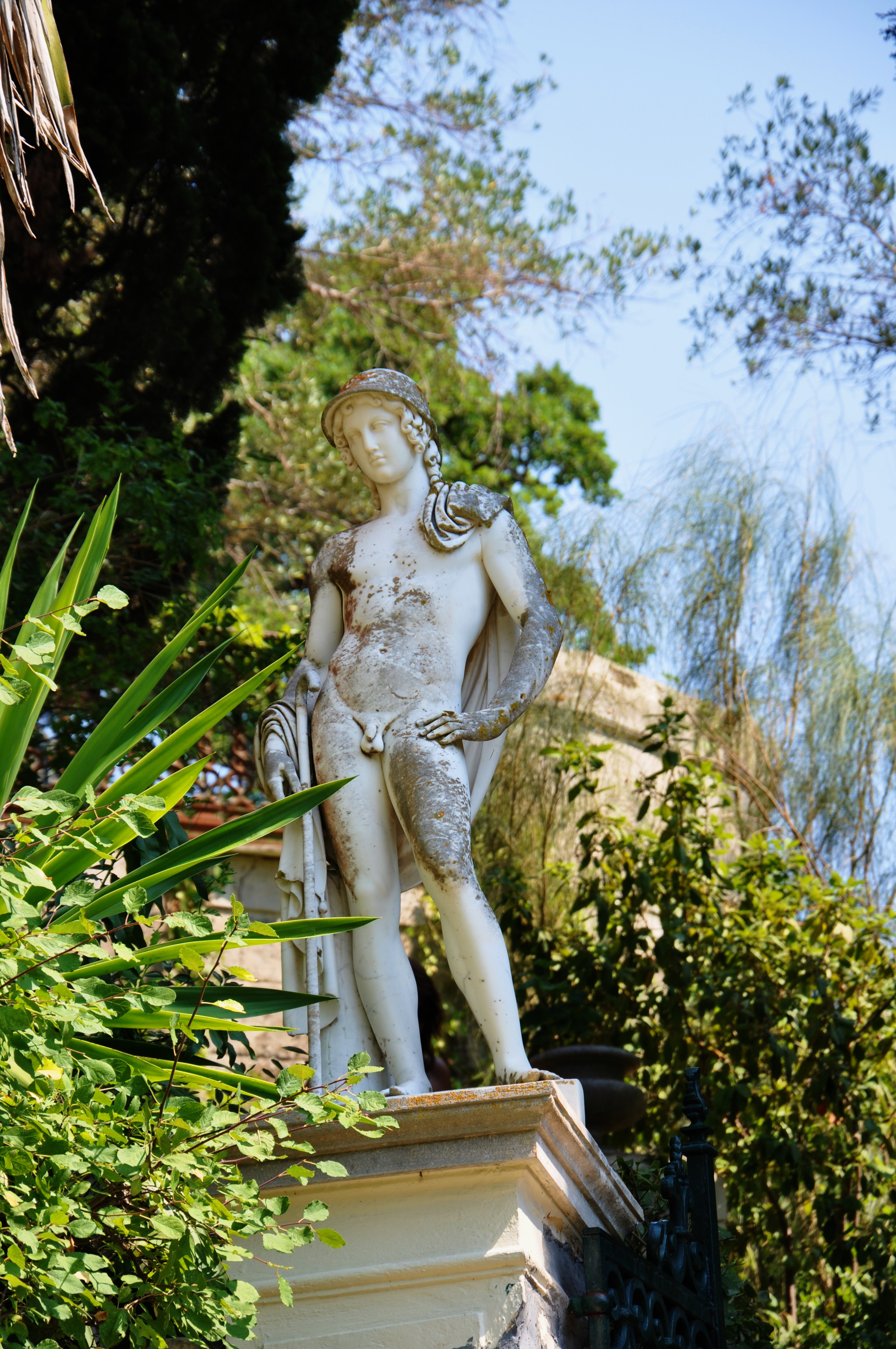
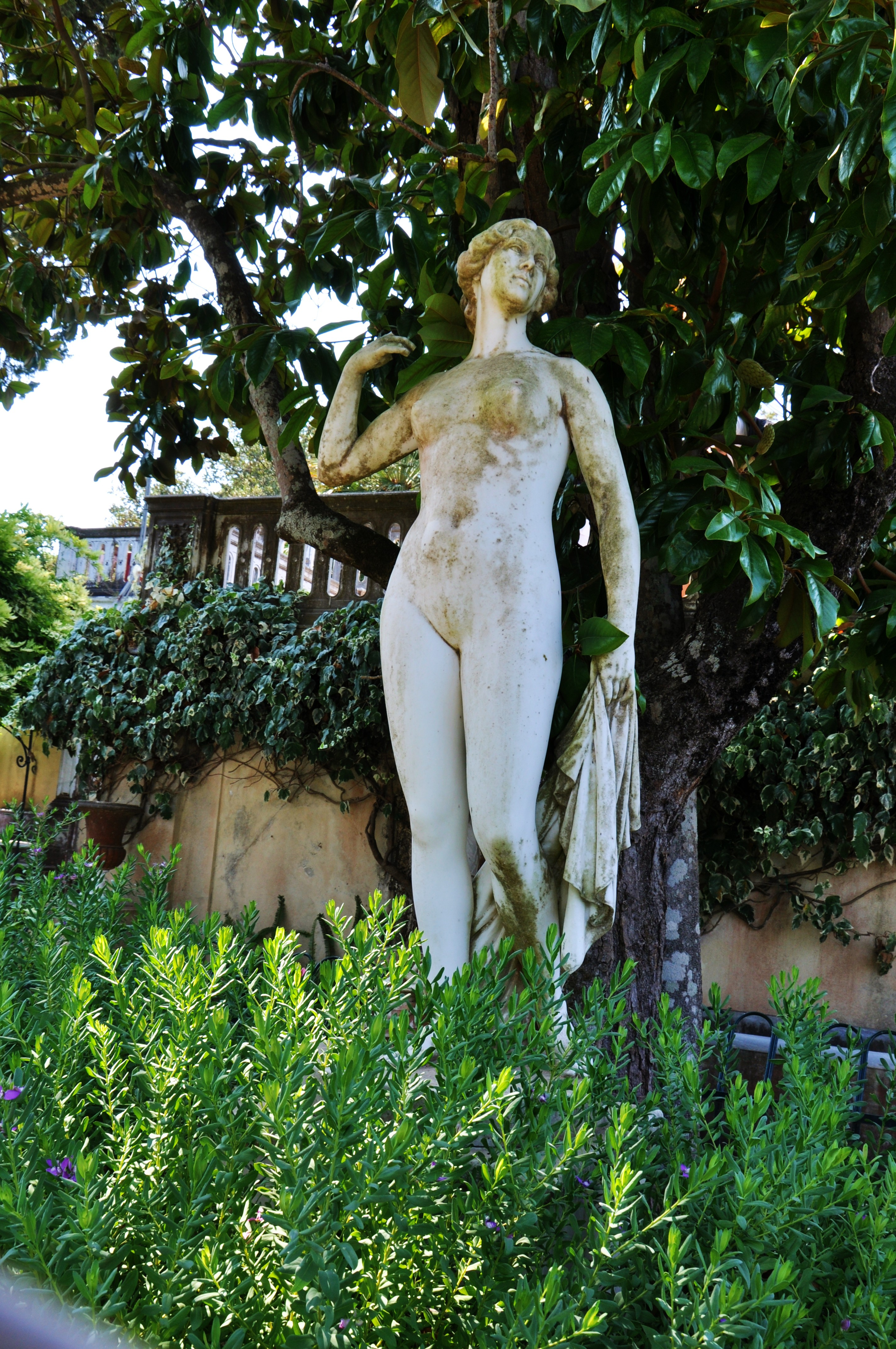
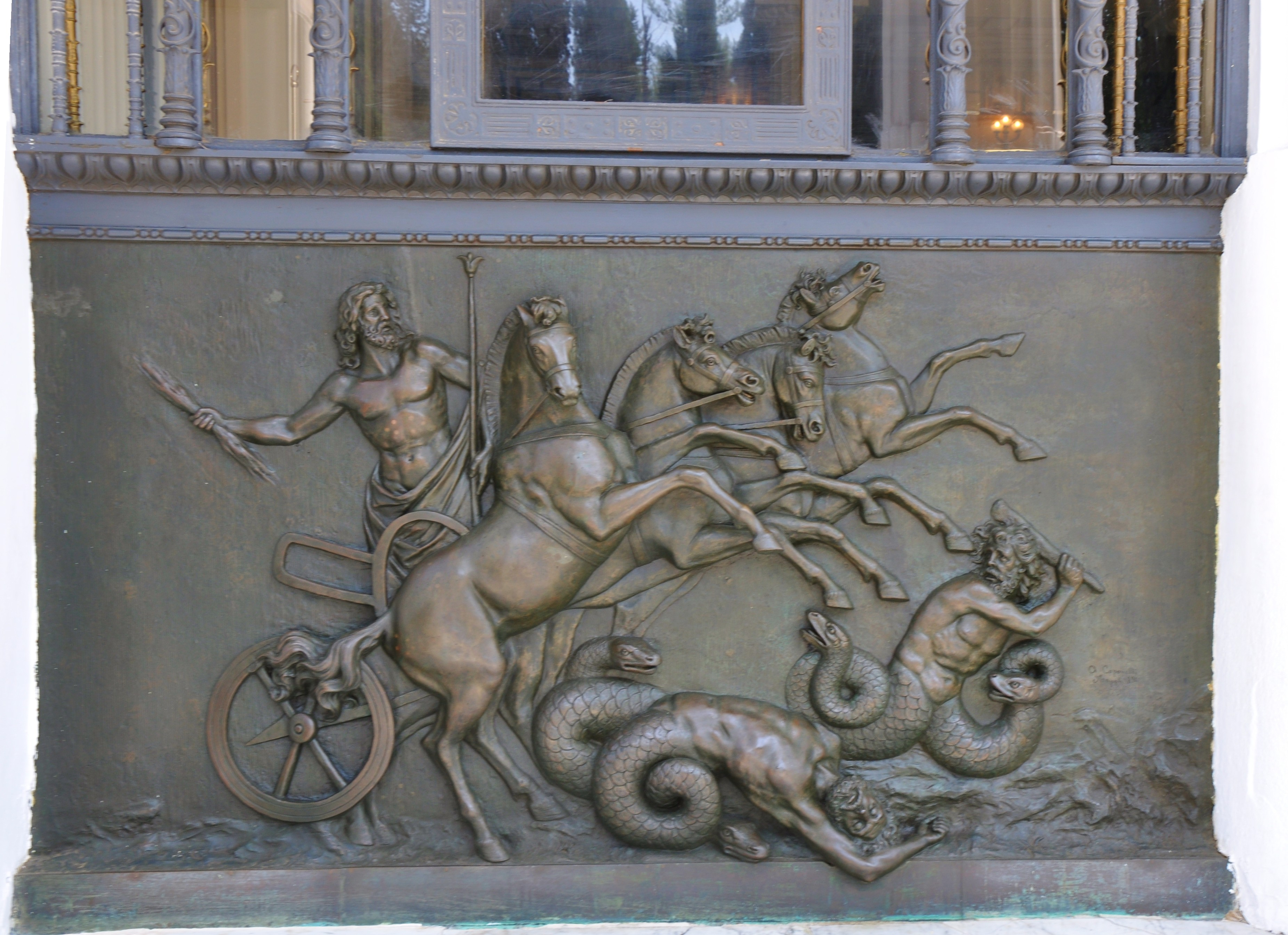
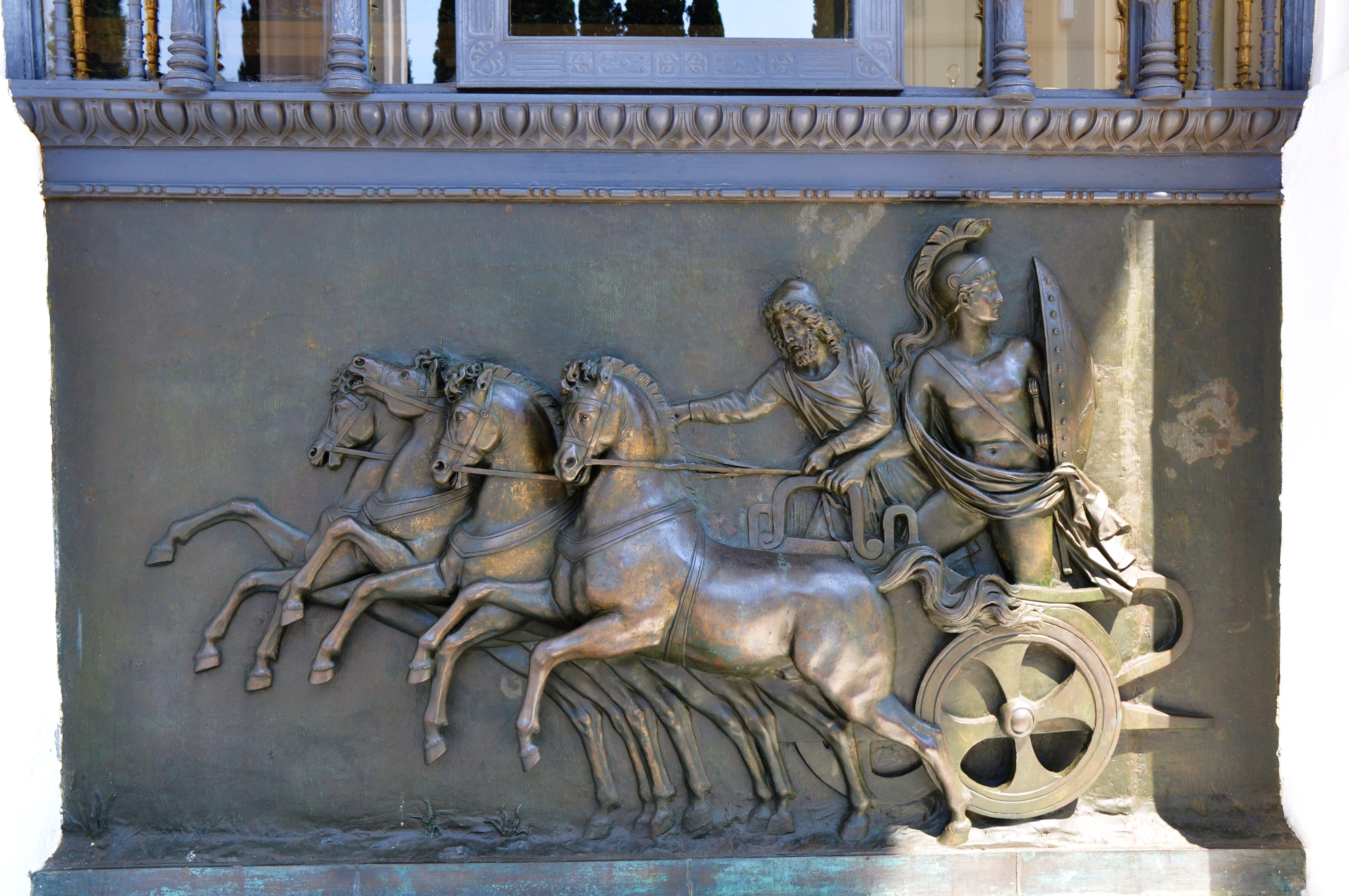
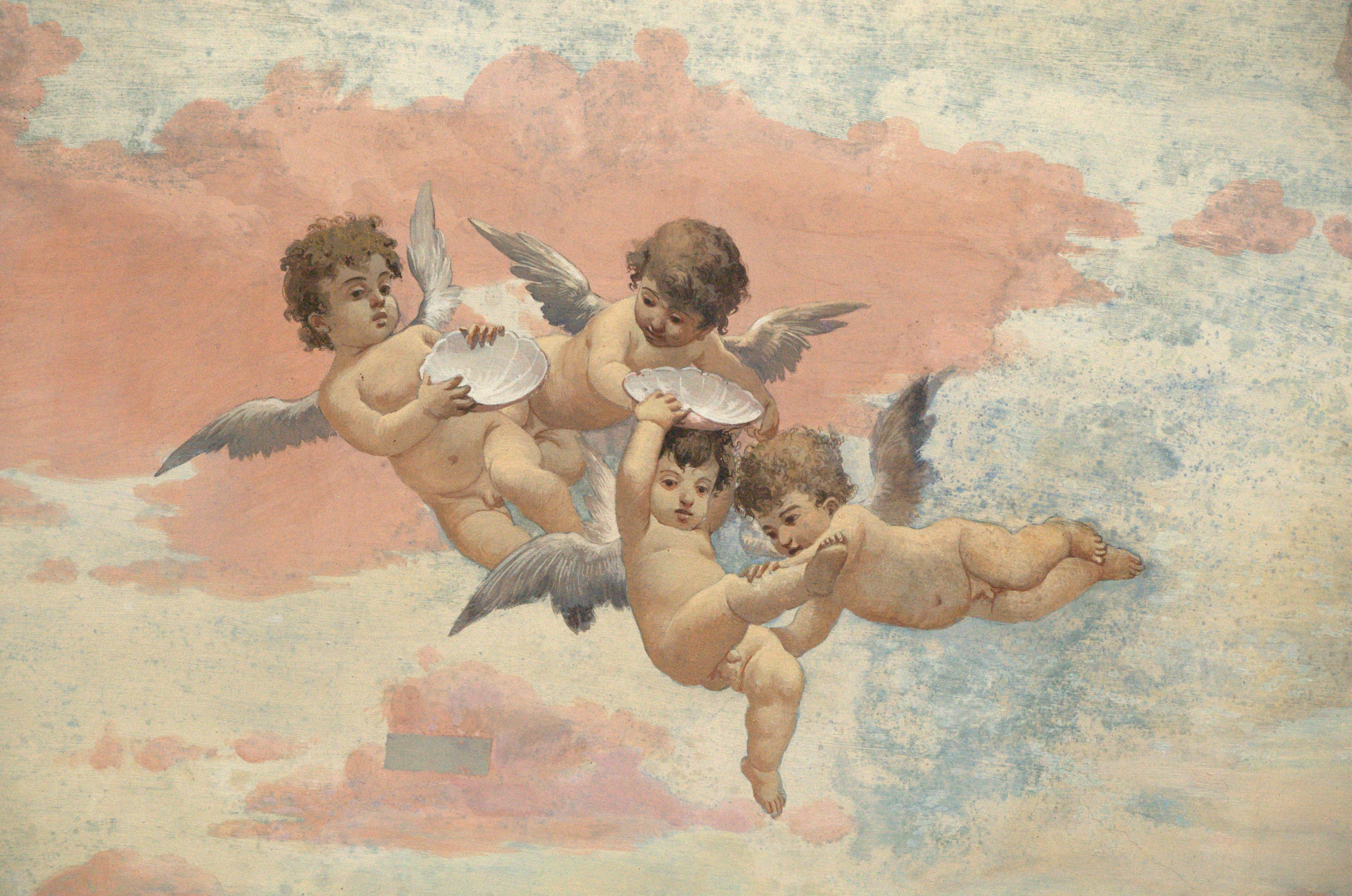
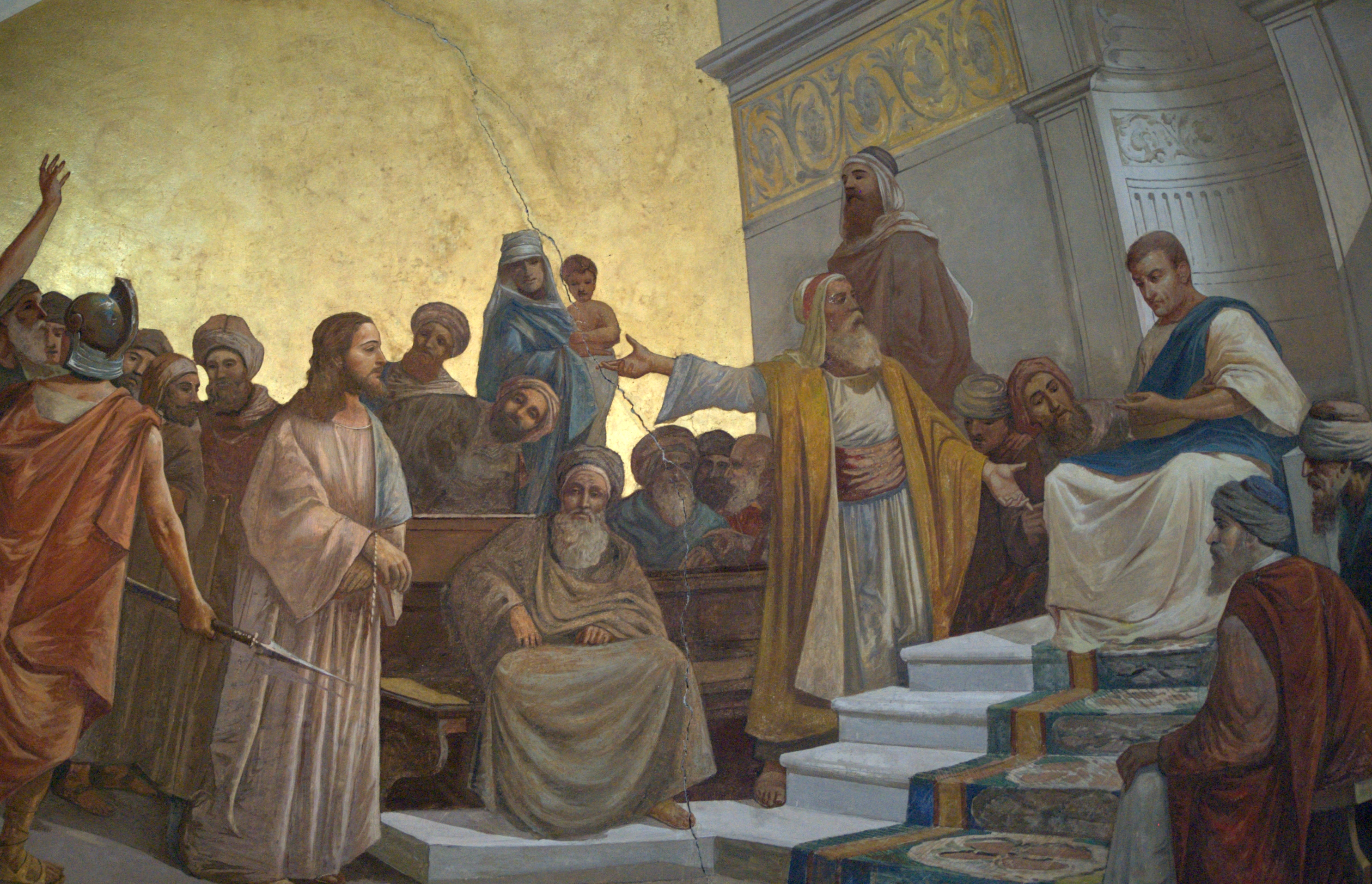
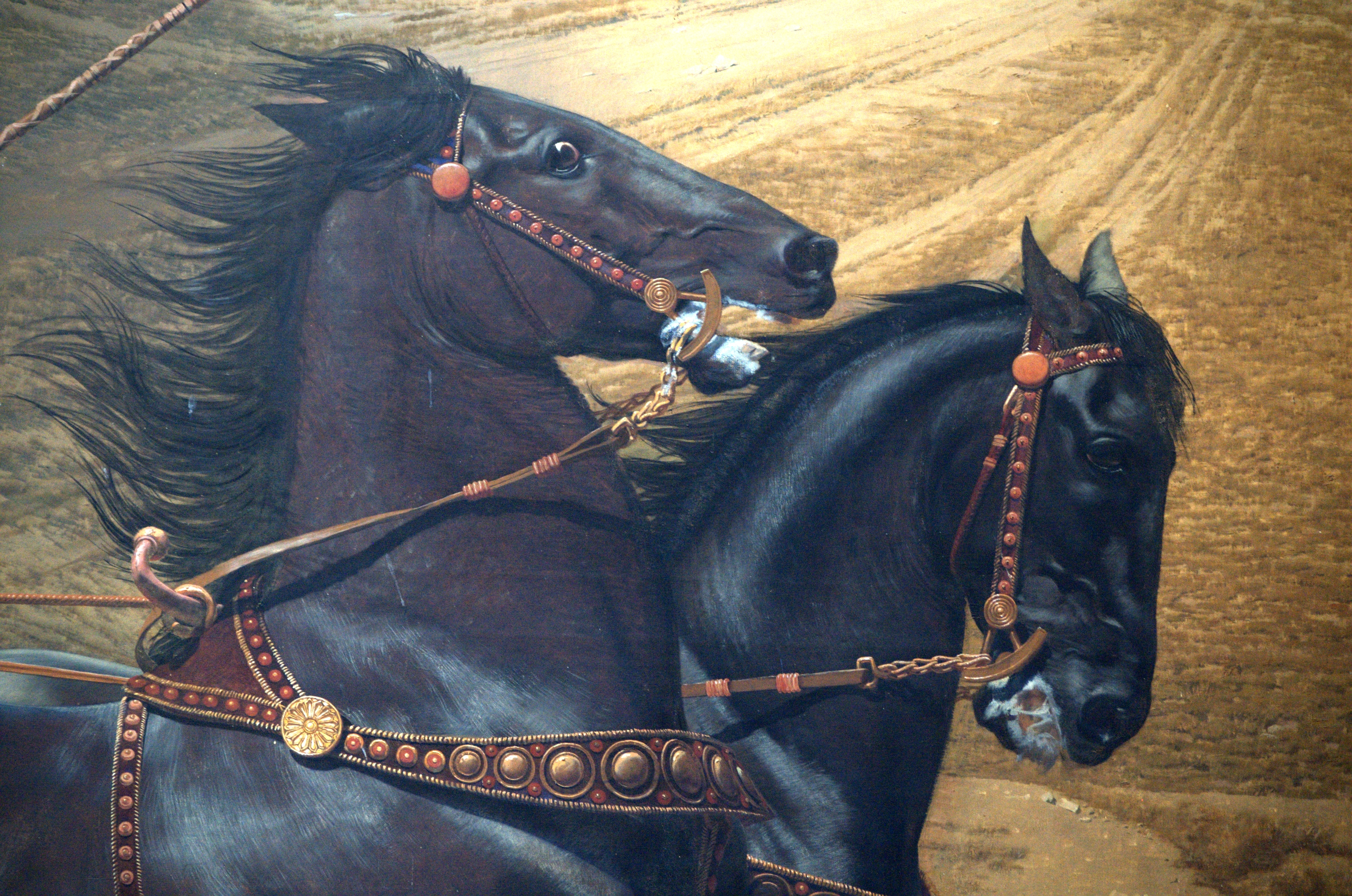
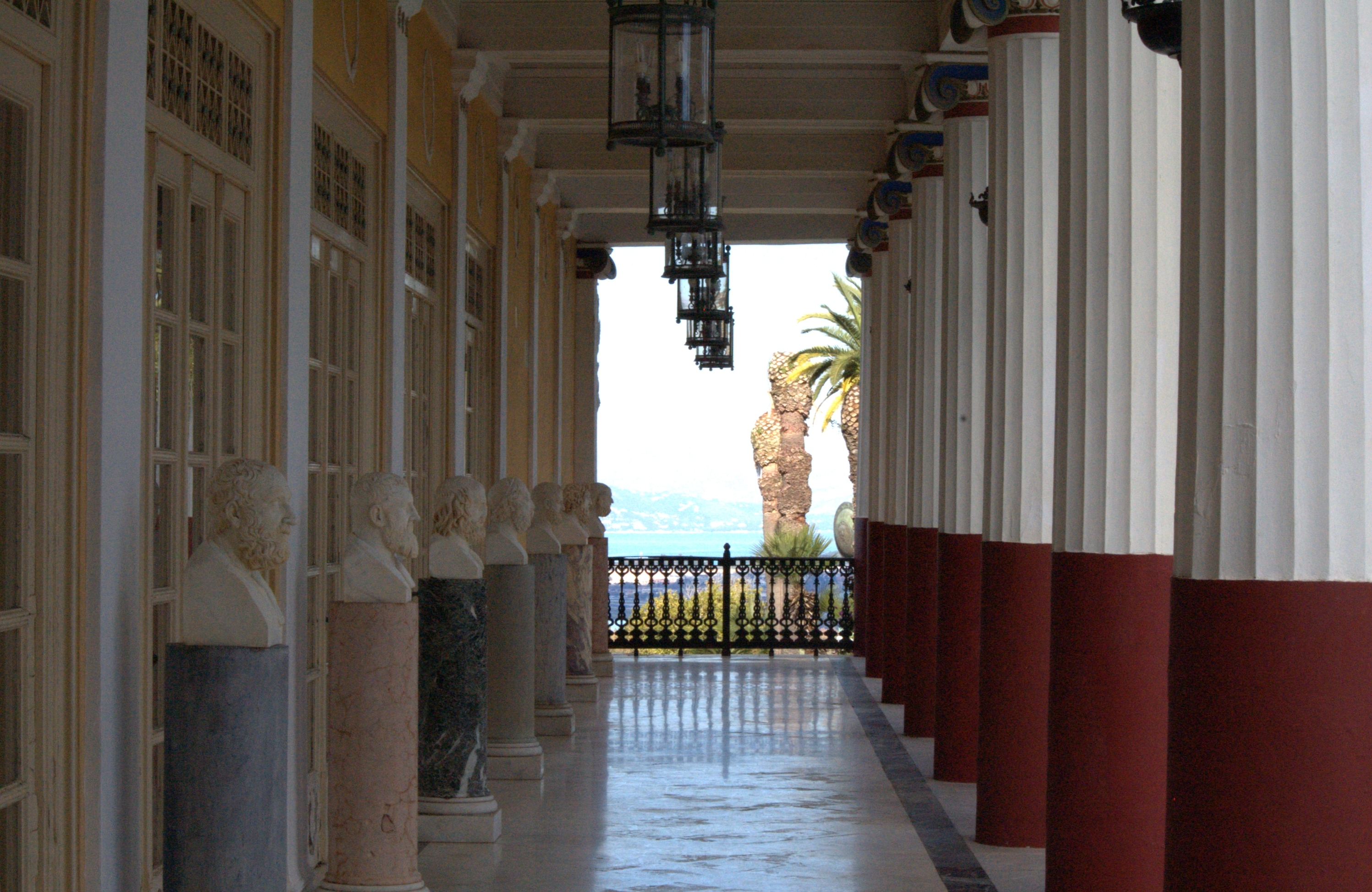